# Klomp

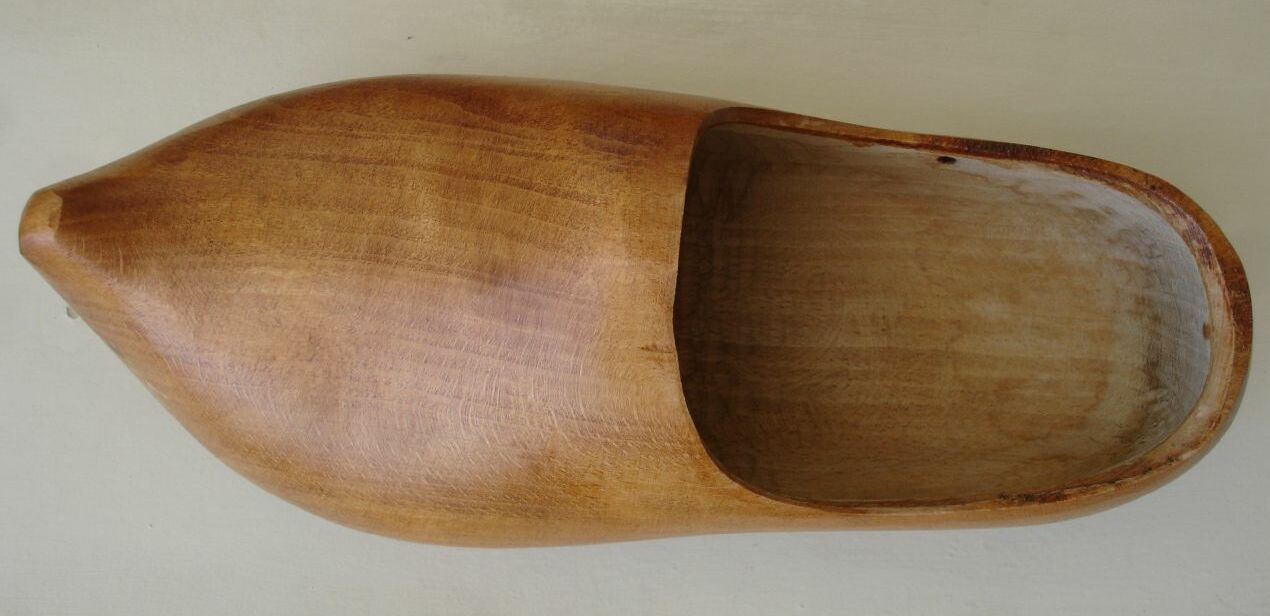
Klomp

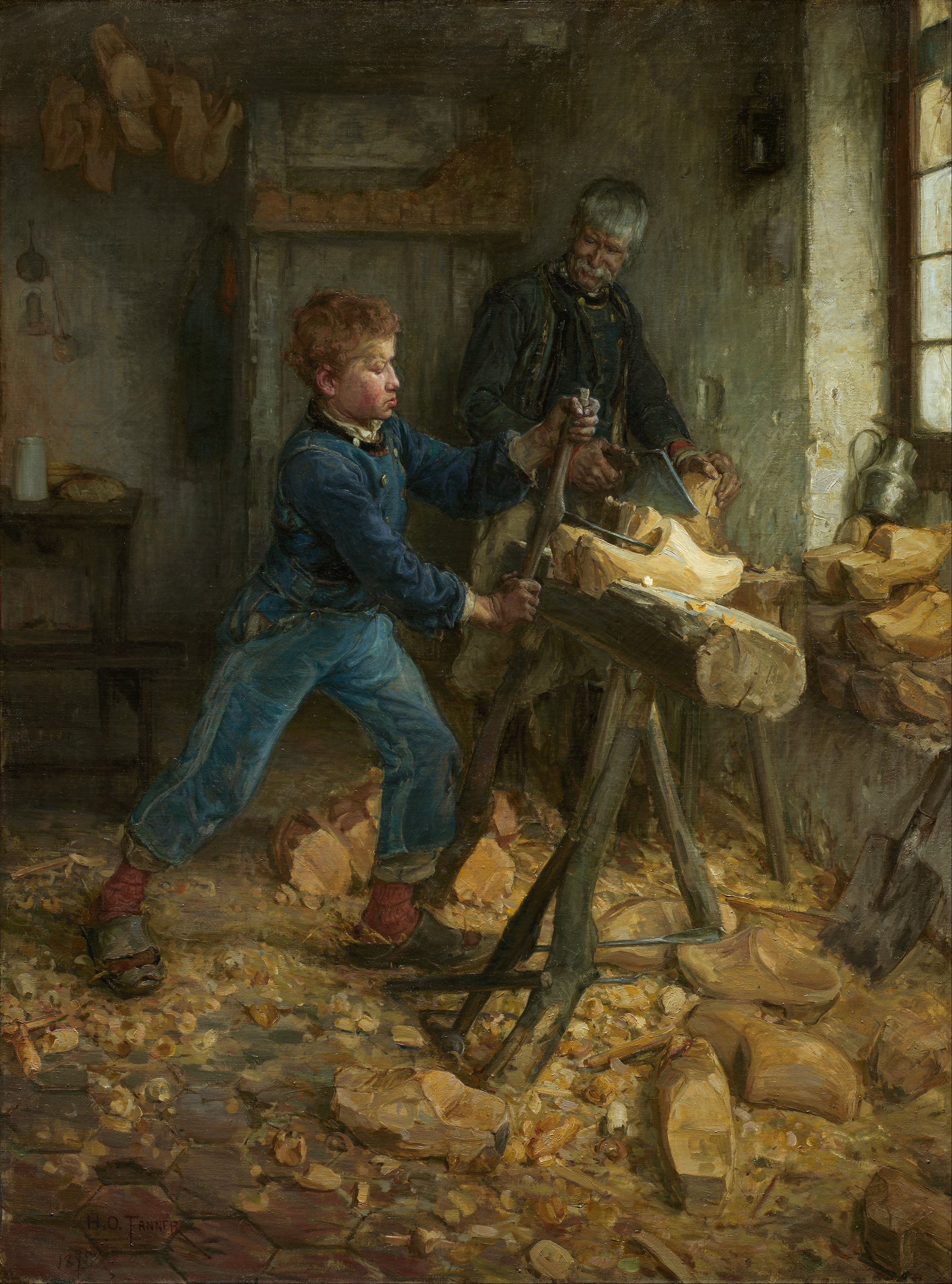
De jonge klompenmaker (Henry Ossawa Tanner, 1895)

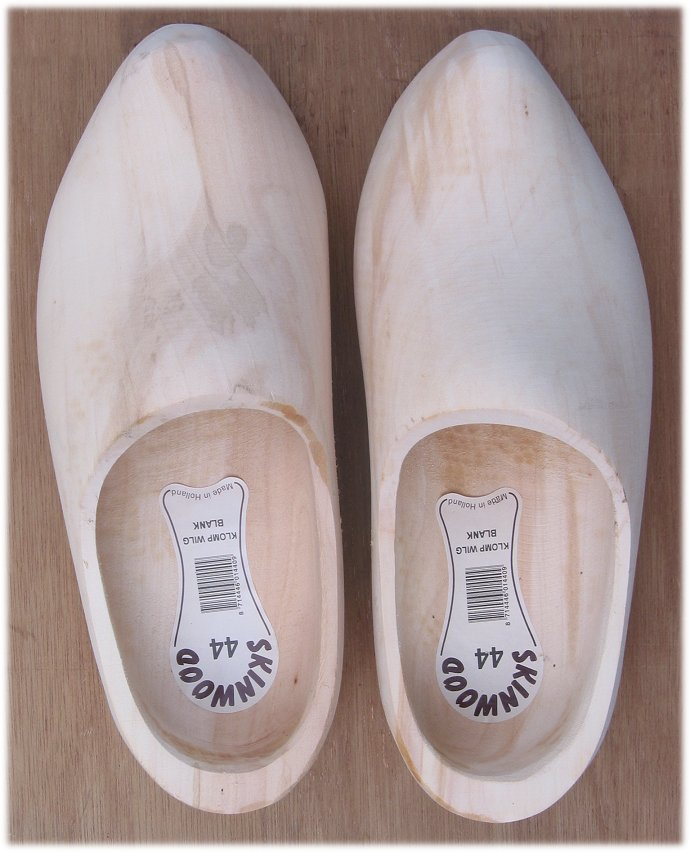
Ongelakte klompen van wilgenhout

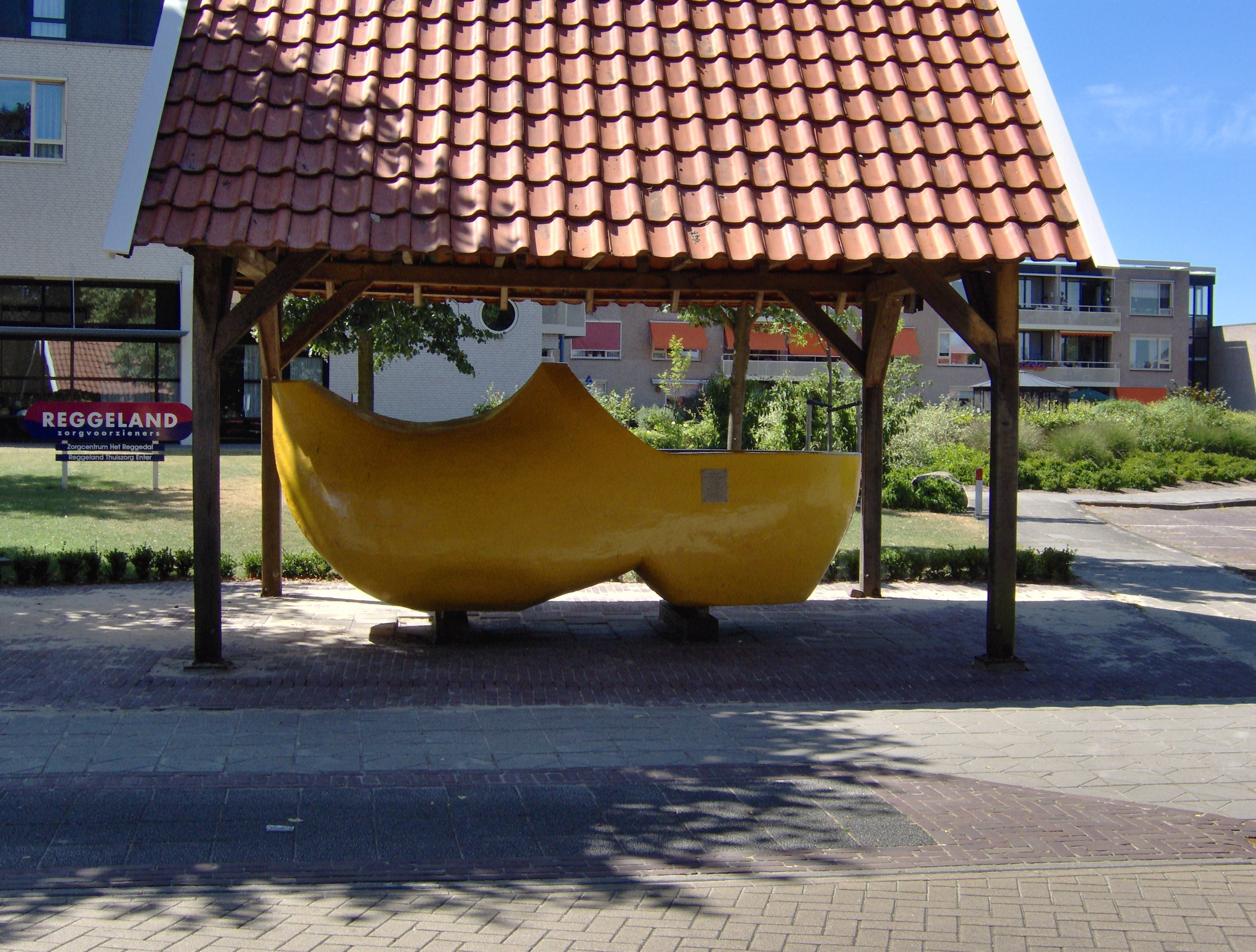
De grootste klomp ter wereld uit één stuk hout in het Overijsselse Enter

Een klomp is houten schoeisel, gemaakt door een stuk hout uit te hollen, over het algemeen met een omhoogstekende neus. Een schoen met een houten zool en hak, maar ander materiaal aan de bovenzijde wordt klompschoen genoemd. 
Klompen worden sinds de oudheid en vooral vanaf de middeleeuwen in grote delen van Europa gedragen. Klompen maken was vooral een handmatige bezigheid, tot in de loop van de 19e eeuw machines hun intrede deden. Eind jaren vijftig van de 20e eeuw daalde de productie pijlsnel, omdat steeds minder mensen klompen droegen. Vandaag is het ambacht beperkt tot enkele klompenmakers. Andere benamingen voor een klomp zijn holleblok, holsblok, kloef en kloon.
De maat van een klomp wordt weergegeven in centimeters, waarbij de binnenkant met een meetlat afgemeten wordt. Het lopen op klompen vereist een speciale techniek. Mensen die het nog nooit gedaan hebben, kunnen er veel moeite mee hebben en zullen al snel de klompen verliezen. Door de tenen te krommen bij het optillen van de voet wordt de klomp vastgehouden. Mensen die vaak op klompen lopen doen dit onbewust.

## Geschiedenis
Wanneer de klomp ontstond en hoe de evolutie van de vormen verliep, is moeilijk te achterhalen. Uit de sandaal met houten zool ontstond in het begin van de 12e eeuw de patijn (of platijn, trip of tripklomp). Patijnen hadden houten zolen met twee of drie poten aan de onderzijde en een wreefband uit leder. Wellicht ontstonden uit de patijnen later de klompen. Houten zolen met lederen of stoffen banden of riemen zijn ouder dan de klomp en vond men zowel in Europa als in Azië, en ook bij de Romeinen en Galliërs. De hoge volledig houten klomp is een typisch Europees fenomeen, met kernlanden België, Nederland en Frankrijk. Op diverse plaatsen zijn er in Europa klompen teruggevonden uit de 12e eeuw. Buiten Europa zijn er bijvoorbeeld de klompen van de Japanse Shinto-priesters.
Sinds het prille ontstaan was de klompenmakerij voornamelijk op het platteland en in de winter te vinden. Boeren maakten 's winters hun eigen klompen, als het werk op het land stil lag. Ook doorgewinterde ambachtslieden als stratenmakers, tuinders, vissers en metaalbewerkers droegen klompen. Vanaf de 19e eeuw evolueerde dit en hadden de meeste dorpen in België en Nederland een klompenmaker-ambachtsman die instond voor de bevoorrading van het dorp en de directe omgeving. Het beroep kwam tot volle bloei vanaf de 2e helft van de 19e eeuw tot na de Tweede Wereldoorlog. In de oorlog was een opleving in het gebruik van klompen door schaarste aan schoenen. Vanaf de jaren 1950 begon de verkoop achteruit te gaan door de opkomst van leren schoenen, rubberlaarzen en de stijgende welvaart waardoor leren schoenen alomtegenwoordig werden. Door de beschikbaarheid van leren schoenen werd de klomp als symbool van armoede gezien. Een kleine opleving volgde in eind jaren zestig en begin jaren zeventig toen hippies en andere alternatief ingestelde mensen klompen gingen dragen. Tegenwoordig worden klompen nog wel als werkschoeisel gedragen, o.a. door boeren. De houten variant wordt daarbij steeds meer verdrongen door de comfortabelere leren schoenklomp. In 2017 waren er nog 15 klompenmakers in Nederland.
Wilgenhout of canadapopulierenhout wordt het meest gebruikt om klompen te maken, hoewel men in principe alle houtsoorten kan gebruiken behalve de harshoudende soorten. Daar blijven namelijk de messen aan kleven als men het hout wil bewerken.
Door de week droeg men vaak onbeschilderde klompen, terwijl er op zondag eerder geschilderde of versierde klompen gedragen werden om naar de kerk te gaan. Meestal versleten mensen meer dan één paar per jaar. Toch waren ze er zuinig op: een gebarsten klomp werd niet zomaar weggegooid. Men maakte er een groefje in en met ijzerdraad werd de klomp hersteld. Als de klompen echt afgeschreven waren, werden ze nog gebruikt als voederbakje of nestkastje of dienden ze als brandhout. Klompen waren ook de veiligheidsschoenen avant la lettre. Zo droegen arbeiders bij Sidmar klompen tegen de vonken van het metaal.

## Nederland
De oudste klompen die in Nederland gevonden zijn, stammen uit de 11e eeuw. Het zwaartepunt van de Nederlandse klompenmakerij lag vooral in het oosten en het zuiden van het land. In Sint-Oedenrode bevindt zich de Klompenbeurs. Een Internationaal Klompenmuseum is gevestigd in Eelde, en er zijn klompenmusea in Noordbergum, Luttenberg en in Goor.
Klompen zijn in Nederland nog altijd populair als souvenir. Vaak zijn ze dan beschilderd met molens of tulpen. Soms zijn die klompen niet van hout, maar van Delfts blauw aardewerk gemaakt. Bij de klederdracht van Staphorst worden door de vrouwen witte klompen gedragen. De klompen op het eiland Marken waren vroeger vaak donkerbruin geverfd met daarop rode of roze roosjes met groene blaadjes. Daartussen werd dan de naam van de draagster geschilderd. Ook bekend waren de klompen voor het huwelijk: de aanstaande bruidegom maakte tijdens het varen bruidsklompen voor zijn toekomstige met kerfwerk bestaande uit toverknopen of drievoudige krakelingen, die alleen tijdens de bruidstijd gedragen werden. Daarna stonden ze op een bankje voor het pronkbed.
Sinds de jaren 1920 wordt er in Sint-Oedenrode een jaarlijkse klompenmakersdag gehouden. Dan vindt ook een landelijke keuring plaats. Op deze keuring worden de klompen op pasvorm, model en kwaliteit gekeurd. De winnaar van de handmatig gemaakte klompen wint de Zilveren Effer, die van de machinaal gemaakte klompen wint de Zilveren Klomp. Het uitreiken van deze prijzen wordt respectievelijk sinds 1997 en 1930 gedaan.

## België
In België waren klompen het meeste gedragen schoeisel wegens het wisselvallige weer. Klompen zijn namelijk goed bestand tegen zowel regen, modder als vorst. Het hout zorgt er ook voor dat ze goed ademen en dat ze koel aanvoelen als het warm weer is. Zowel molenaars als landbouwers, garnaalvissers en fabrieksarbeiders droegen klompen. Het Vlaams zwaartepunt lag in het Waasland en de Antwerpse Kempen. Vandaag is er nog slechts een machinale klompenmakerij actief: Verreydt-Verboven in Grobbendonk. Zij maken voornamelijk de klompen voor de Gilles van Binche en gebruiken meestal wilg en canadapopulier.
Sinds 2016 zijn de partners van de klompengemeenschap in Vlaanderen verenigd in een Klompenforum. Samen willen ze het bedreigde ambacht van het klompen maken, zowel handmatig als machinaal, onder de aandacht brengen. Zo willen ze ook het immaterieel cultureel erfgoed borgen, bewaren en doorgeven voor de toekomst.
Het Waals zwaartepunt lag in Henegouwen en Namen, vooral de regio tussen Samber en Maas. In Wallonië, en bij uitbreiding Frankrijk, speelde het leven van de klompenmaker zich af in de bossen. Men kocht een lot bomen en bouwde in de buurt hutten zodat men leefde en werkte vanop één plaats. Als de bomen verwerkt waren, deed men een nieuwe aankoop en verhuisde men terug. Deze mensen werden ook wel woudbewoners genoemd en vaak was er een troebele relatie met de naburige dorpelingen.

## Andere landen
In Zweden hebben klompen vaak een leren bovenkant op een houten zool gespijkerd (träskor), dit soort klompen wordt in het Nederlands klompschoenen genoemd. Ze hebben geen hiel, waardoor ze gemakkelijk in- en uitschuiven. Van deze soort zijn de witte klompen afgeleid die men soms in ziekenhuizen of soortgelijke instellingen ziet. In Finse, Russische en Sloveense streken komen klompen met vlechtwerk voor. Japanse klompen zijn er in allerlei vormen en soorten, waaronder een soort houten slippers voor gevechtssporten. In Asturië in Spanje worden madreñas gedragen, met doppen onderaan die worden vervangen als ze afgesleten zijn.

## Het ambacht van handmatig klompen maken
Om van hout naar een klomp te gaan, worden verschillende stappen gezet. Vers, vochtig hout is het beste om te bewerken. Het hout moet langzaam drogen. Als het te snel droogt, kunnen barsten ontstaan.
- Er wordt een boom (of een lot bomen) uitgekozen en omgehakt. De stammen van de bomen worden met een mallejan (ook wel urs of boomezel genoemd), vervoerd naar het atelier, waar ze worden verzaagd. Het onderste gedeelte, met het beste hout en de grootste diameter, dient voor mannenklompen, vervolgens komen de vrouwenklompen en men eindigt met kinderklompen. Het zagen gebeurt met een afkortzaag, een lang zaagblad dat men met twee man of meer hanteert.
- Men zaagt de boomstam in rollen. Een rol wordt zo dik als de toekomstige klomp lang wordt. Op de kop van een rol maakt men de verdeling voor het klieven van het hout. Er wordt gewerkt met kliefbeitels of kliefmessen om, samen met een hamer met lange steel, houtblokken te klieven.
- Nadien wordt het houtblok bewerkt met bijl en dissel tot er een ruwe klompvorm overblijft. Daarna verhuist de klomp naar het snijpaard, een houten balk met vier poten. Met het lange snijmes, dat aan één kant aan het snijpaard vastgemaakt is, wordt de klomp aan de buitenzijde afgewerkt.
- De volgende stap bestaat uit het uithalen van de binnenkant van de klomp, het heulen. Dit gebeurt op de heulbank, een stuk stam op poten met uitsparingen om de klompen op te zetten. De klompen worden vastgezet in de uitsparingen met enkele spiesen. De binnenkant van de klomp wordt weggewerkt met lepelboren (of eggers), een teenmes, zoolmes, opdraaier (binnenzijde boven de wreef van de voet) en een hielmes. Voor het ronden van de hiel heeft hij speciaal gereedschap: het hakkenmes[dode link]. De klompenmaker moet een evenwicht vinden tussen de hoeveelheid hout die nodig is voor de stevigheid van de schoen en de hoeveelheid die weg moet voor het optimale gewicht en draagcomfort. Dit moet uiteraard hetzelfde maar in spiegelbeeld zijn voor de linker- en rechterklomp. De klompmaat bepaalt men met een maatstok, om de lengte van de klomp aan de binnenkant exact te bepalen en niet toevallig door de klomp te boren.
- Vervolgens gaat men terug naar het snijpaard, waarbij alle snijbewerkingen van de vorige keer worden herhaald met fijnere halen. Zo kon men de bek of de opening van de klomp juist snijden en de klompen echt identiek maken.
- Vervolgens wordt de klomp afgewerkt op het schraappaard, een driepotig bankje. Daar wordt de buitenzijde van de geschraapt (nu geschuurd) met een glasscherf of scheermes. Daarna wordt er een gaatje geboord aan de binnenkant van elke klomp om ze met een touw of ijzerdraad aan elkaar te binden. Vervolgens worden de klompen gedroogd op een droogzolder of onder een afdak of zelfs binnen in huis aan het plafond.
- Ten slotte kunnen de klompen nog gerookt worden, om ze waterdicht en sterker te maken. Klompen kunnen gevernist en gedecoreerd worden met schilderwerk, snijwerk of pyrogravure. Vroeger was het witten met krijtwit ook in gebruik in sommige gebieden. Versieringen zijn vaak heel streekgebonden. Zo bestaat er ook Staphorster stipwerk dat op klompen wordt geschilderd.

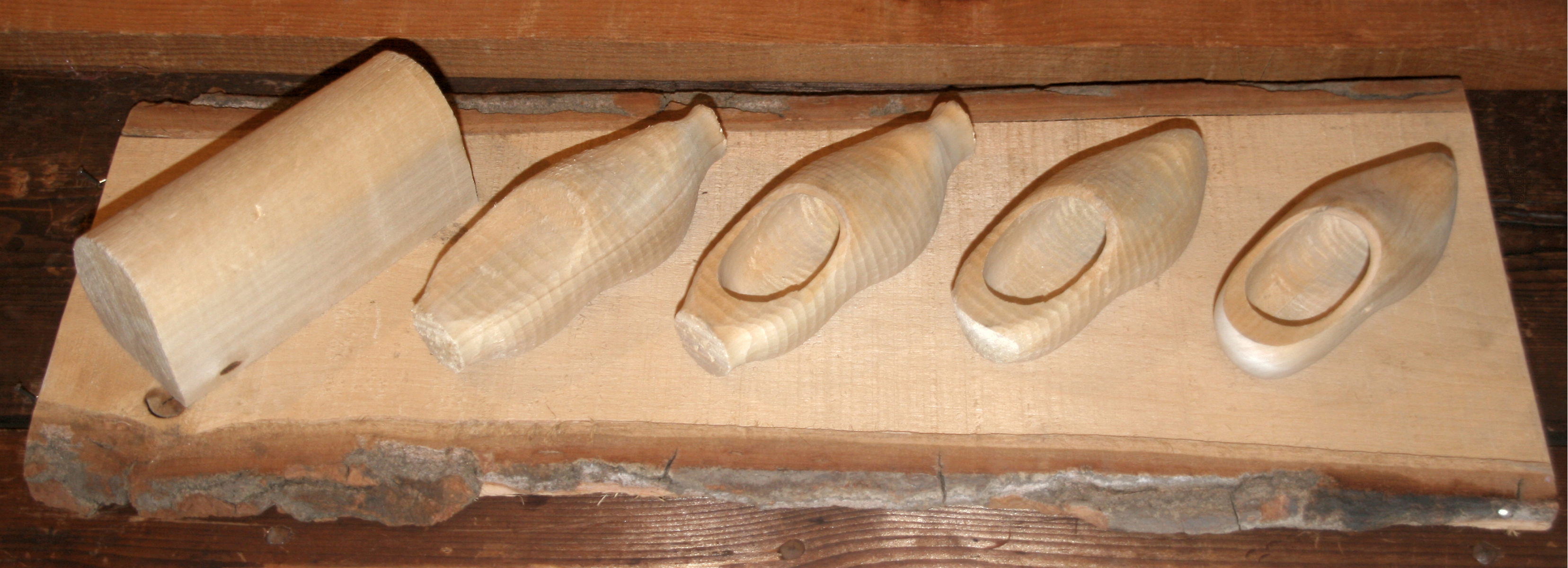
De klomp in verschillende productiestadia
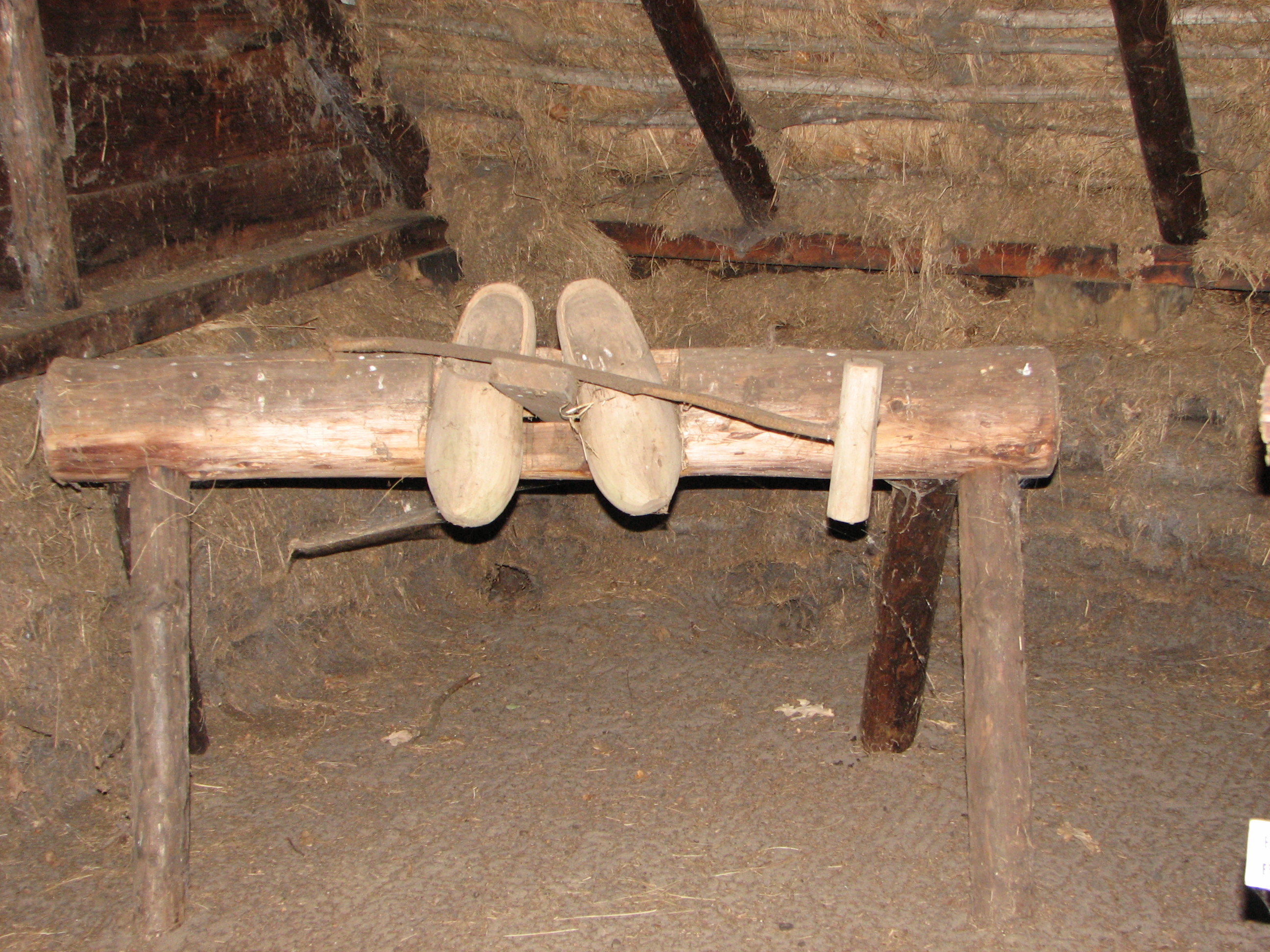
Handmatig klompen maken: klompenmakerswerkbank
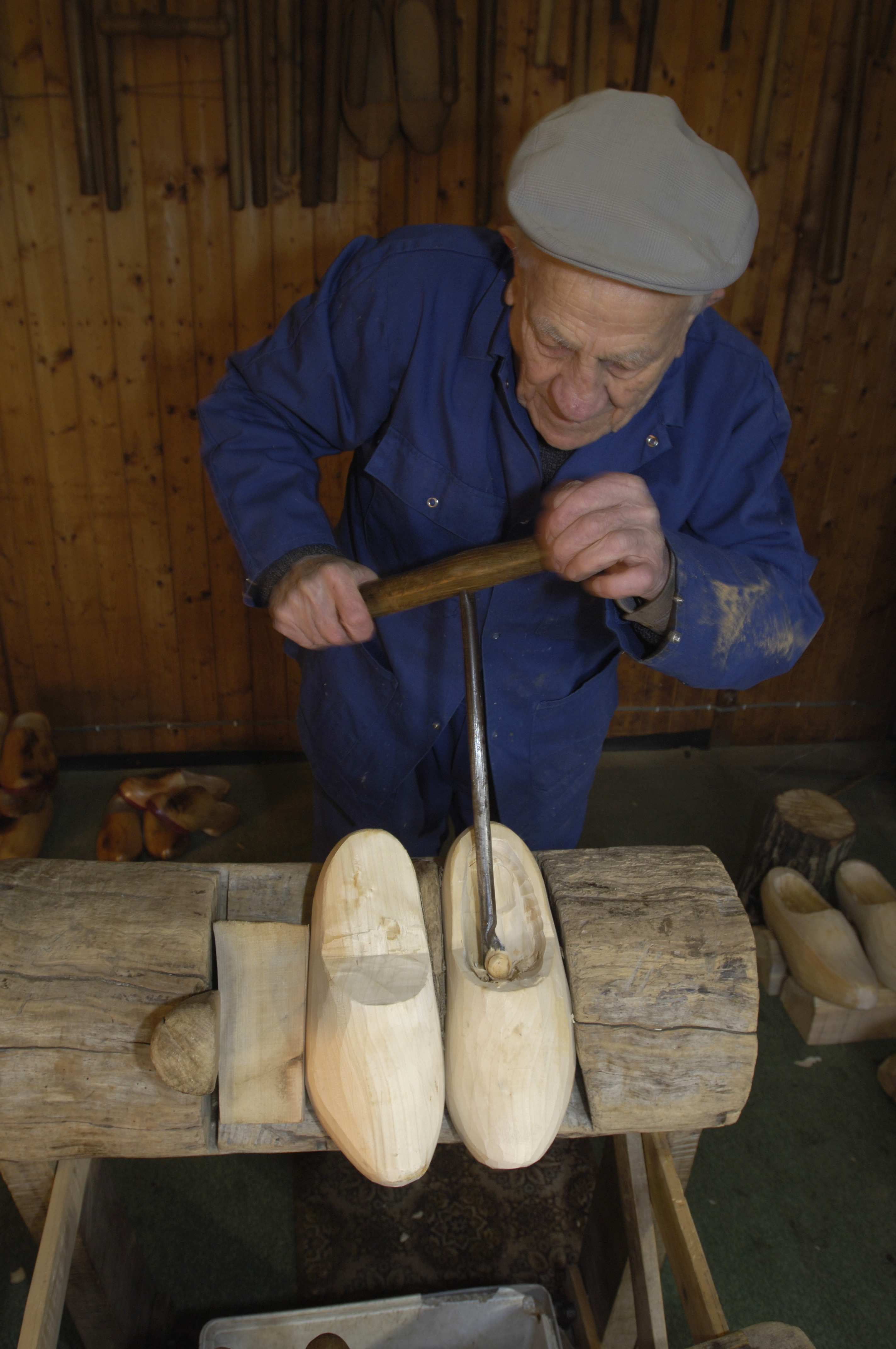
Handmatig klompen maken: Sam Mondelaers aan de heulbank met een lepelboor
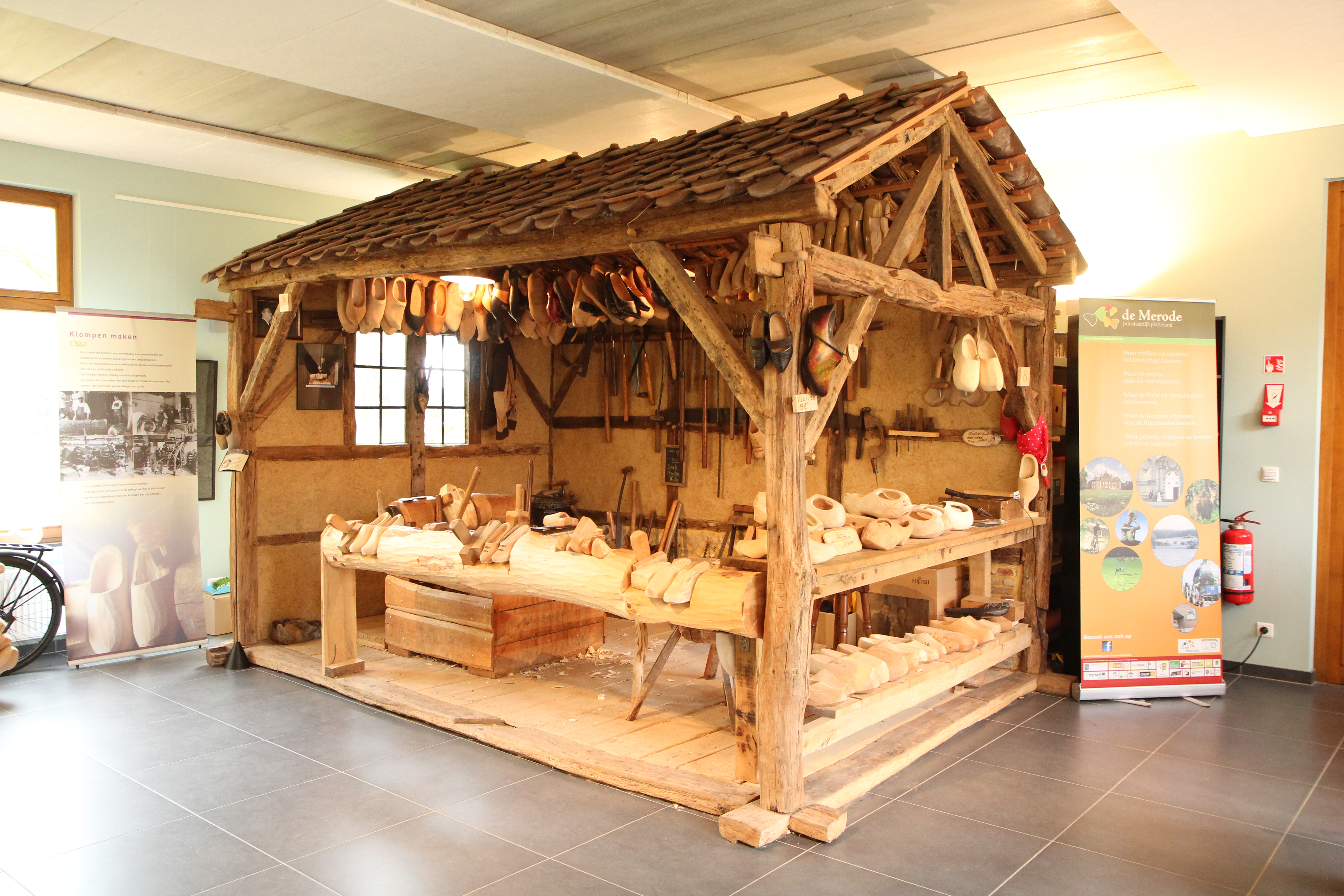
Klompenmakershut in Klompenmuseum Den Eik
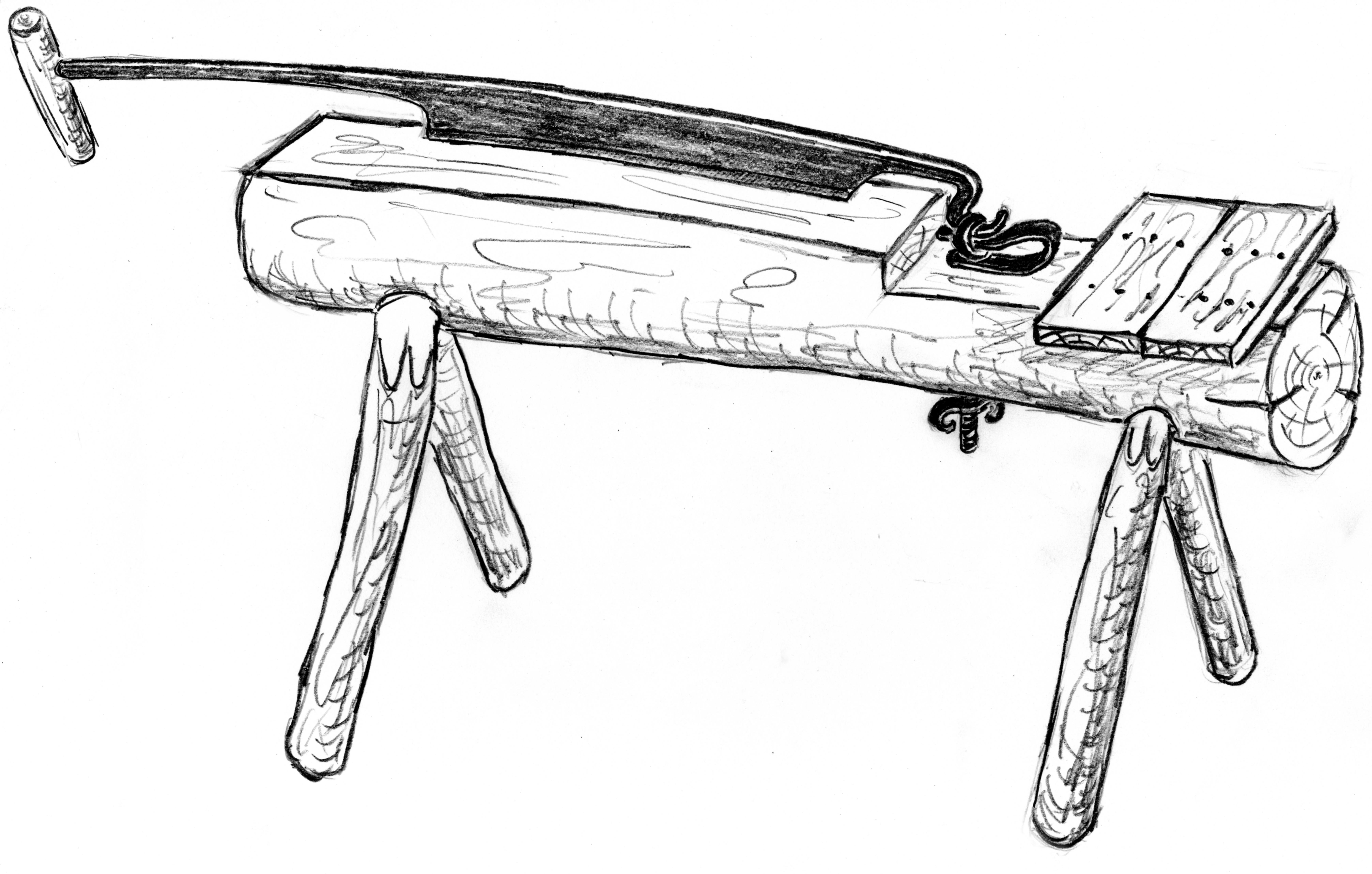
Snijpaard met snijmes en pasplank

## Het repareren van klompen
Het repareren van een afgebroken kap is goed mogelijk met een of meerdere krambanden. Die worden geleverd op een kaart met aan de achterzijde de gebruiksaanwijzing voor een betrouwbaar resultaat. 

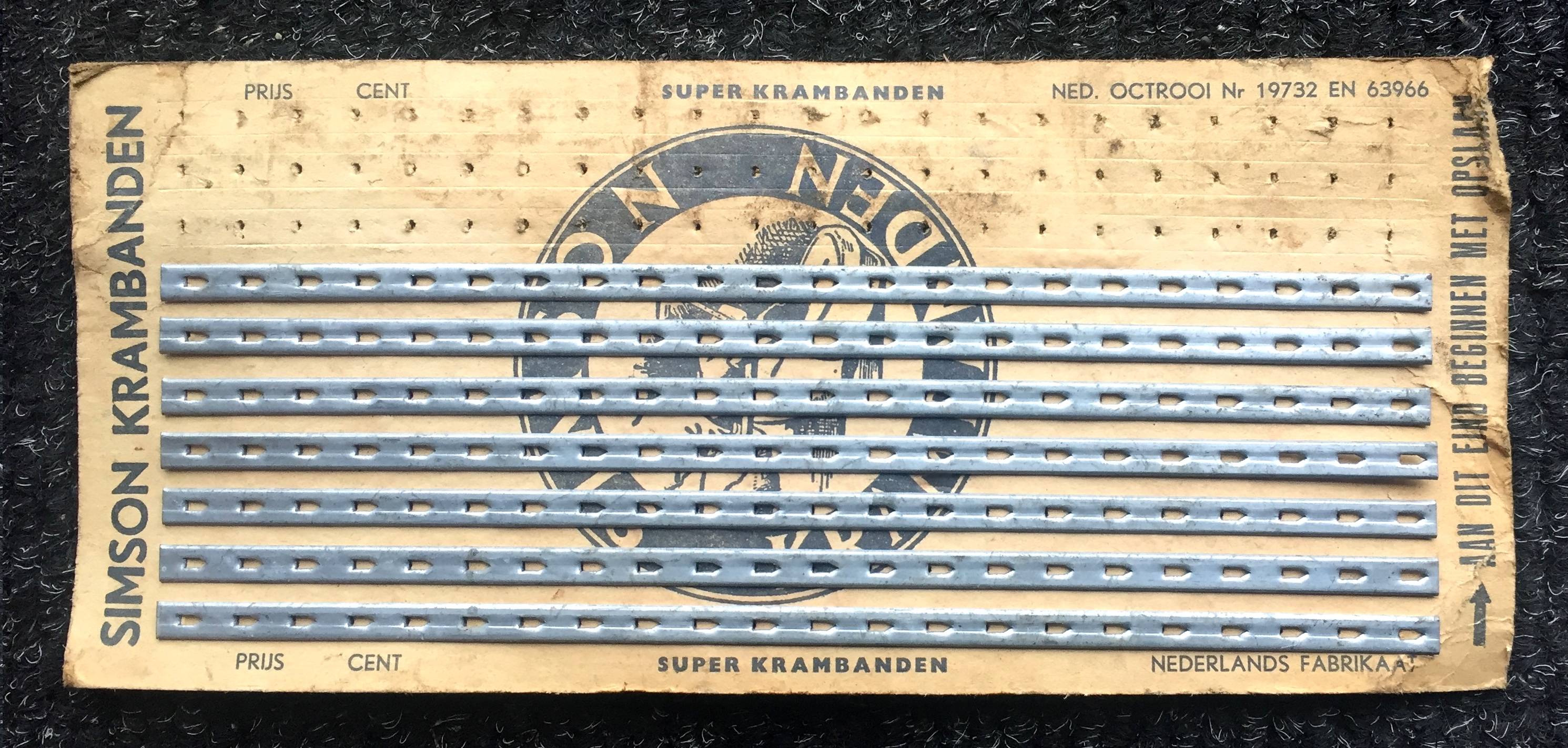
Voorzijde
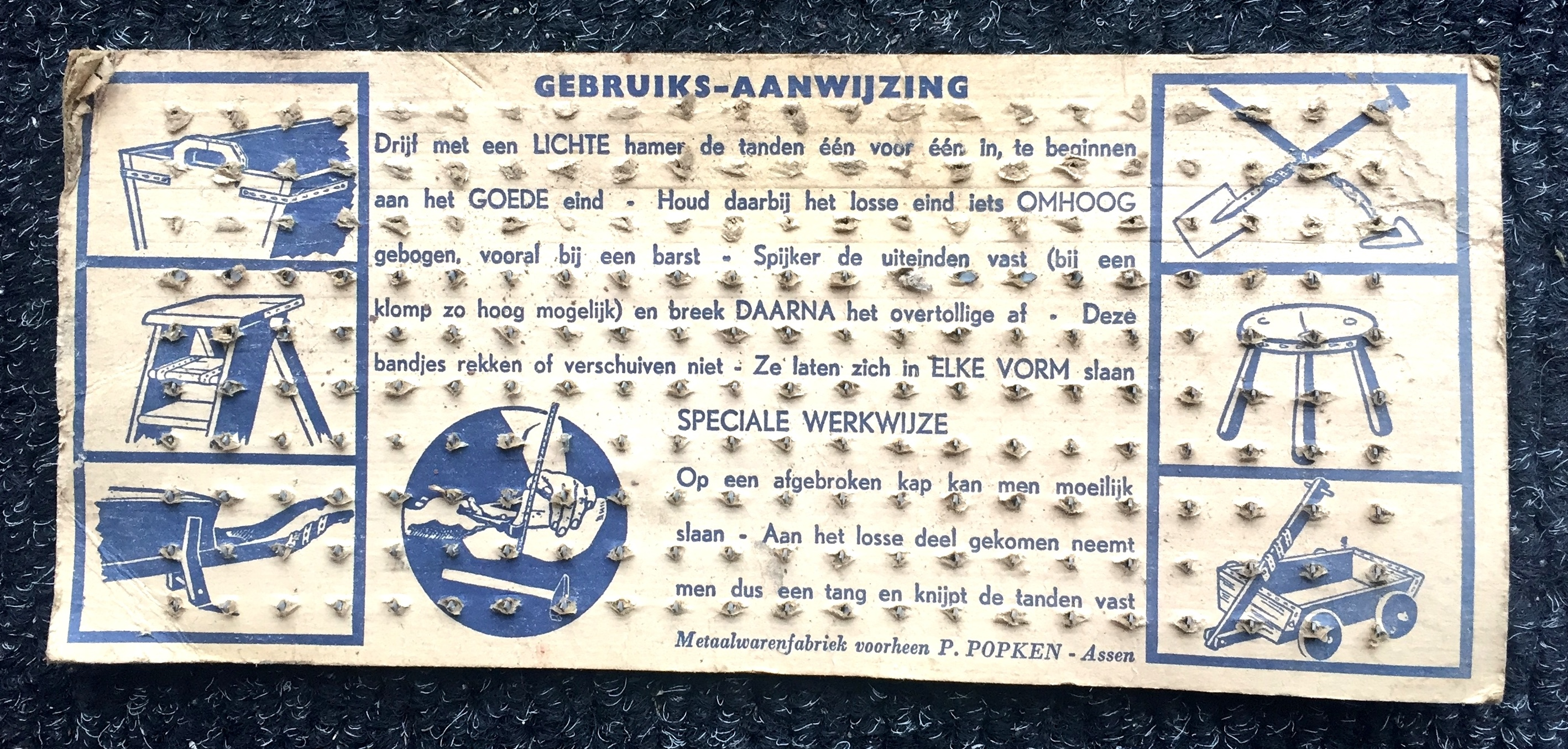
Achterzijde

## Machinaal klompen maken
Er zijn twee belangrijke klompenmakersmachines. De klompenkopieermachine kan de uitwendige vorm van de klomp kopiëren aan de hand van een modelklomp. Het model en een nieuw houtblok draaien rond terwijl een aftaster (een voeler) opschuift langs het model en de messen hetzelfde parcours doet op het nieuwe houtblok. Zo wordt de modelklomp exact nagemaakt, het is te vergelijken met een machine die sleutels namaakt. De tweede machine is de klompenboormachine, die de binnenkant van de klomp uitholt om plaats te maken voor de voet. Opnieuw werkt men met een modelklomp en een aftastkop die de vorm volgt. De nieuwe klomp wordt dan uitgesneden volgens de modelklomp. Om de linker- of rechterklomp te maken, wordt de beweging in spiegelbeeld gekopieerd.
Er deden ook nog andere machines hun intrede in de klompenmakerij:
- De kettingzaag voor het vellen van de boom en het verzagen in rollen van de boomstam
- De lintzaag voor het klieven van de boom, later door kliefmachines
- De freesmachine voor het verwijderen van de toppen van de klomp waarmee die voordien werd vastgezet op de kopieer- en boormachine.
- De bandschuurmachine en de elektrisch aangedreven schuurtop voor het schuren van de buitenkant en binnenkant van de klomp.

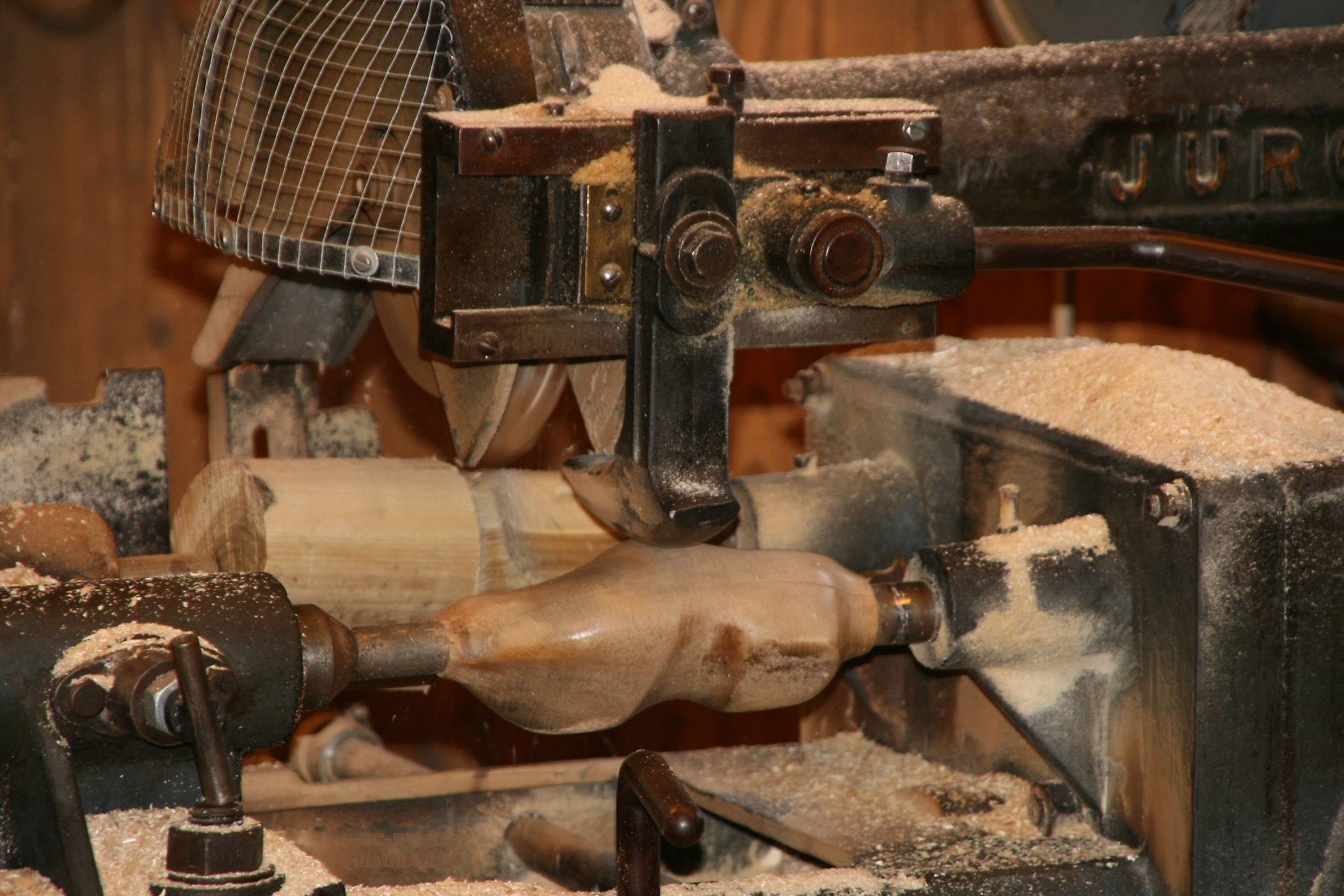
Machinaal klompen maken: buitenzijde
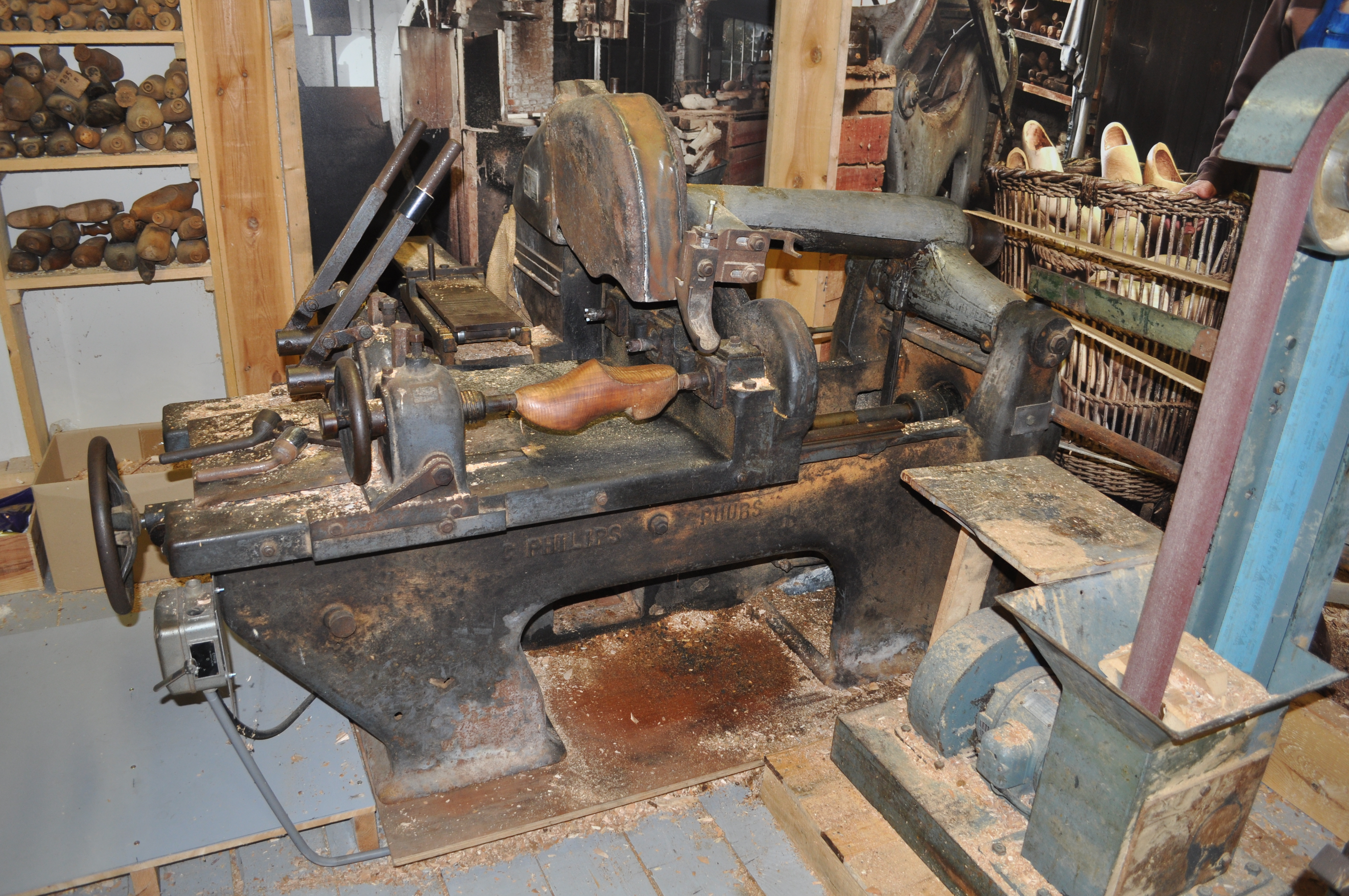
Machinaal klompen maken: dubbele klompenkopieermachine
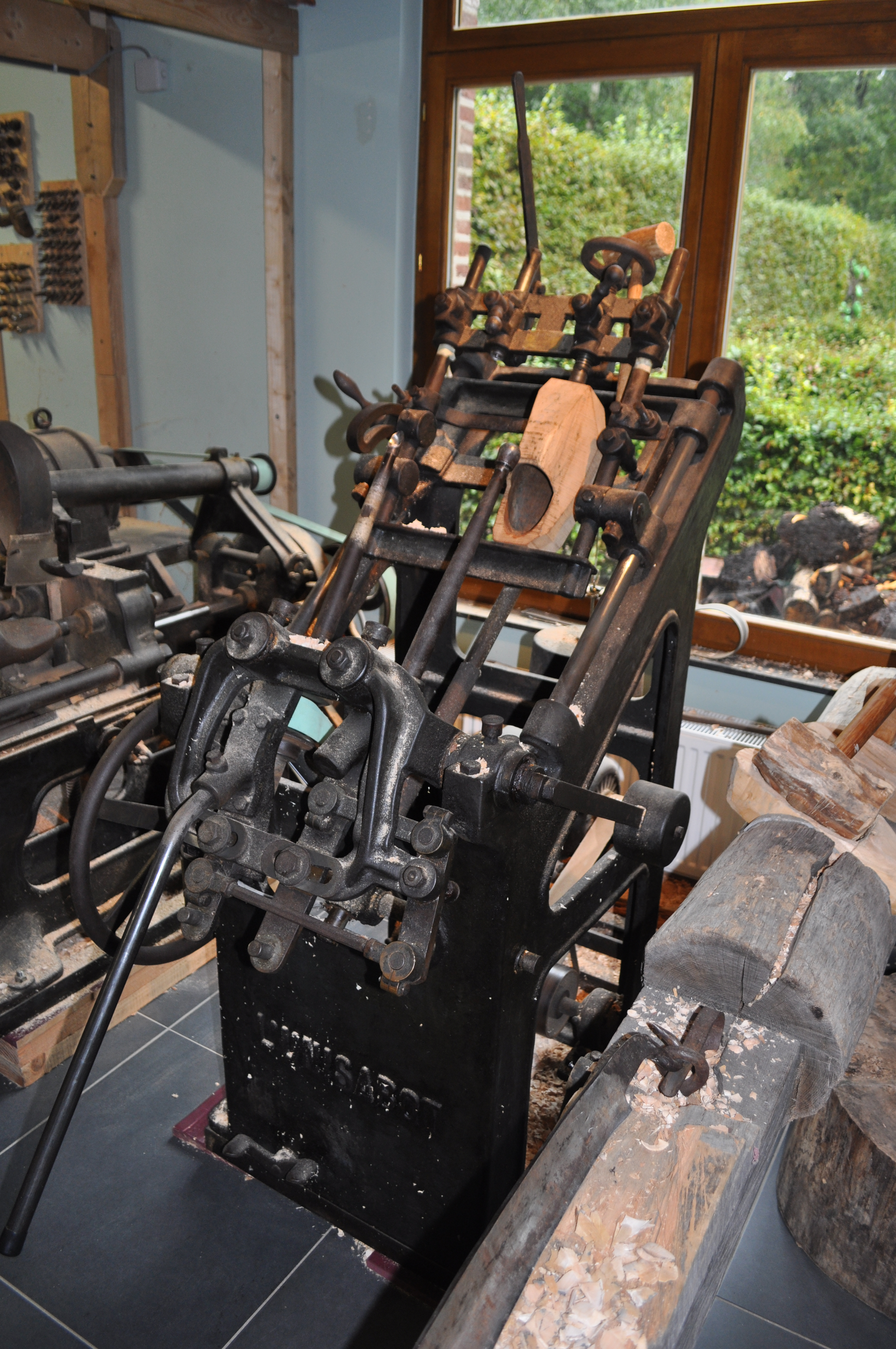
Machinaal klompen maken: enkelvoudige klompenboormachine
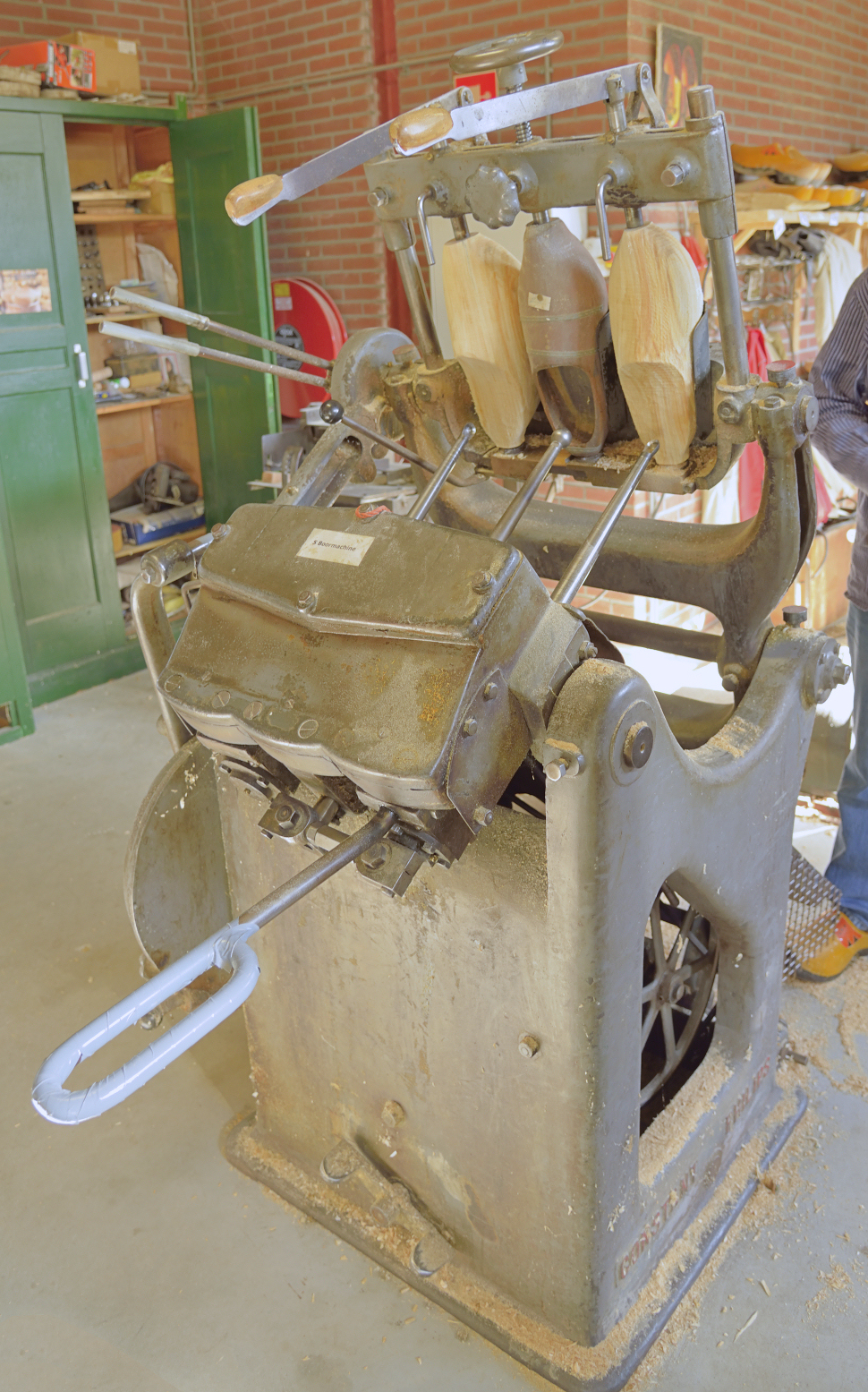
Machinaal klompen maken: klompenboormachine
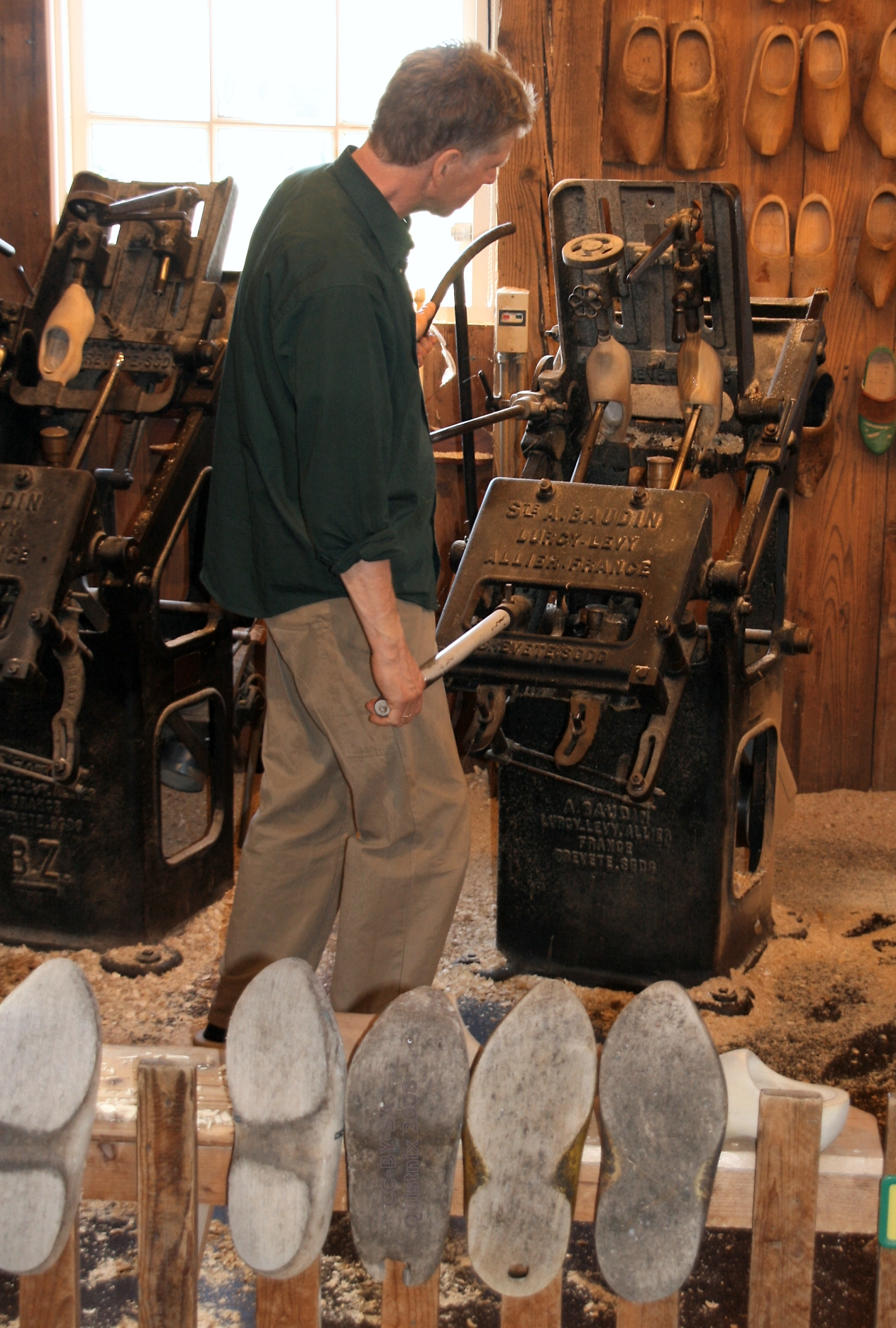
Machinaal klompen maken: binnenzijde

## Musea
In heel wat heemkundige en lokale musea zijn klompen of klompenmakersgereedschappen te vinden. Verder zijn er volgende gespecialiseerde musea en beleveniscentra: 
- Internationaal Klompenmuseum in Eelde (Nederland)
- Klompenmuseum Sköpke in Enter (Nederland)
- Klompenmuseum 't Oale Ambacht in Goor (Nederland)
- Klompenmuseum en Klompenmakerij Scherjon's in Tietjerksteradeel (Nederland)
- Zaanse Schans in Zaanstad (Nederland)
- Klompenmuseum Den Eik in Laakdal (België)
- 't Klingspoor in De Klinge (België)
- Museum voor de Oudere Technieken in Grimbergen (België)
- Bokrijk met Openluchtmuseum Bokrijk in Genk (België)
- Klompenmuseum in Porcheresse (België)

## Klompen in de volkscultuur
- De oudste afbeelding van een klomp is te zien op een 15e-eeuws altaarstuk van Derick Baegert in de kerk S. Johannes Baptista (Propsteikirche) te Dortmund.
- Het woord sabotage is afgeleid van het Franse woord voor klompen: les sabots. Een machine werd geblokkeerd door er een klomp in te gooien (tijdens een staking of omdat werknemers door de machine overbodig waren geworden). Een andere verklaring is het luidruchtige kletteren van de klompen van mensen als ze hun ongenoegen uiten. Nog een verklaring verwijst terug naar een boom die illegaal was gerooid om klompen te maken.
- Smokkelklompen zijn klompen waarvan de zool een omgekeerde voetafdruk maakt. Smokkelaars droegen ze om de grensbewakers te misleiden.
- Een bekende alternatieve toepassing van een klomp is het innen van bruggeld bij bruggen en sluizen. De brug- of sluiswachter laat een klomp aan een touw zakken zodat de schipper er de betaling in kan doen. Een klomp heeft daar de ideale vorm voor. In Friesland werden de bruggelden van gemeentelijke bruggen tot 2017 op deze manier geïnd.
- Om klompen te vervoeren, werden ze in een 'wis' gebonden. Een wis bestond uit verschillende maten, met 13 paar in totaal.
- Er zijn enkele plaatsen in Nederland die De Klomp heten:
  - De Klomp; een kleine woonkern in de gemeente Ede in de Nederlandse provincie Gelderland, vooral bekend door het station Veenendaal-De Klomp. Het gehucht heeft zijn naam ontleend aan de vroeger hier gelegen opslagplaats van turf. Een stapel turf, een turfmijt, heette ook wel turfklamp, kortweg klamp, verbasterd tot (de) Klomp.
  - De Klomp; een plaats in de gemeente Amsterdam in de Nederlandse provincie Noord-Holland.
  - In Enschede is een straat die De Klomp heet.
- Er zijn vele Nederlandse uitdrukkingen en gezegden waarin de klomp voorkomt.
  - Draagt men klompen, dan zal men kleine oneffenheden op de grond niet goed voelen. Is iets goed voelbaar, dan zegt men dat men het met klompen aan kan voelen. Ook kan men iets 'op de klompen aanvoelen'.
- De grootste klomp ter wereld gemaakt uit één stuk hout staat in het Nederlandse plaatsje Enter. Op oudejaarsnacht 2017 werd hij met frituurolie overgoten en in brand gestoken. Na een grote restauratie staat de klomp terug op zijn plek. De klomp is 403 cm lang, 171 cm breed en 169 cm hoog. Het is sinds 1991 opgenomen in het Guinness Book of Records.
- Liedjes waarin klompen aan bod komen, zijn onder andere: Hannes loopt op klompen, Een klomp met een zeiltje (Wilma Landkroon), Onze Jans heeft nieuwe klompen (Double DJ's), De klompenman (Normaal) en Op mijn kloeten.
- Er zijn ook gedichten waarin klompen vermeld worden: bijvoorbeeld De kinderen van Soetewey (Alice Nahon).
- Crocs en dergelijke schoenen lijken geïnspireerd op de klomp, hoewel ze enkel de vorm meekregen, ze zijn volledig van felgekleurd plastic gemaakt. Klompen worden in ziekenhuizen en door ander verzorgend personeel ook gedragen. Deze zijn met een lederen bovenstuk en een houten zool.
- In de mode komen soms ook klompen voor: de Hasbeens, Viktor & Rolf had klompen op hakken in de najaarscollectie in 2007, Dior op de catwalk in 2018, Joseph & Marni voor de najaarscollectie van 2018, Gucci en Miu Miu voor voorjaar 2019.
- De Italiaanse film L'albero degli zoccoli ('De klompenboom') van Ermanno Olmi uit 1978 gaat over de uitdagingen van het plattelandsleven in het Lombardije van eind 19e eeuw. Een vader die een boom omhakt om er voor zijn zoon klompen uit te snijden, moet hiervoor uiteindelijk de rekening betalen.
- Een klompendans is een Nederlandse volksdans op klompen, vaak uitgevoerd op polkamuziek.

.

## Afbeeldingen

### Soorten klompen

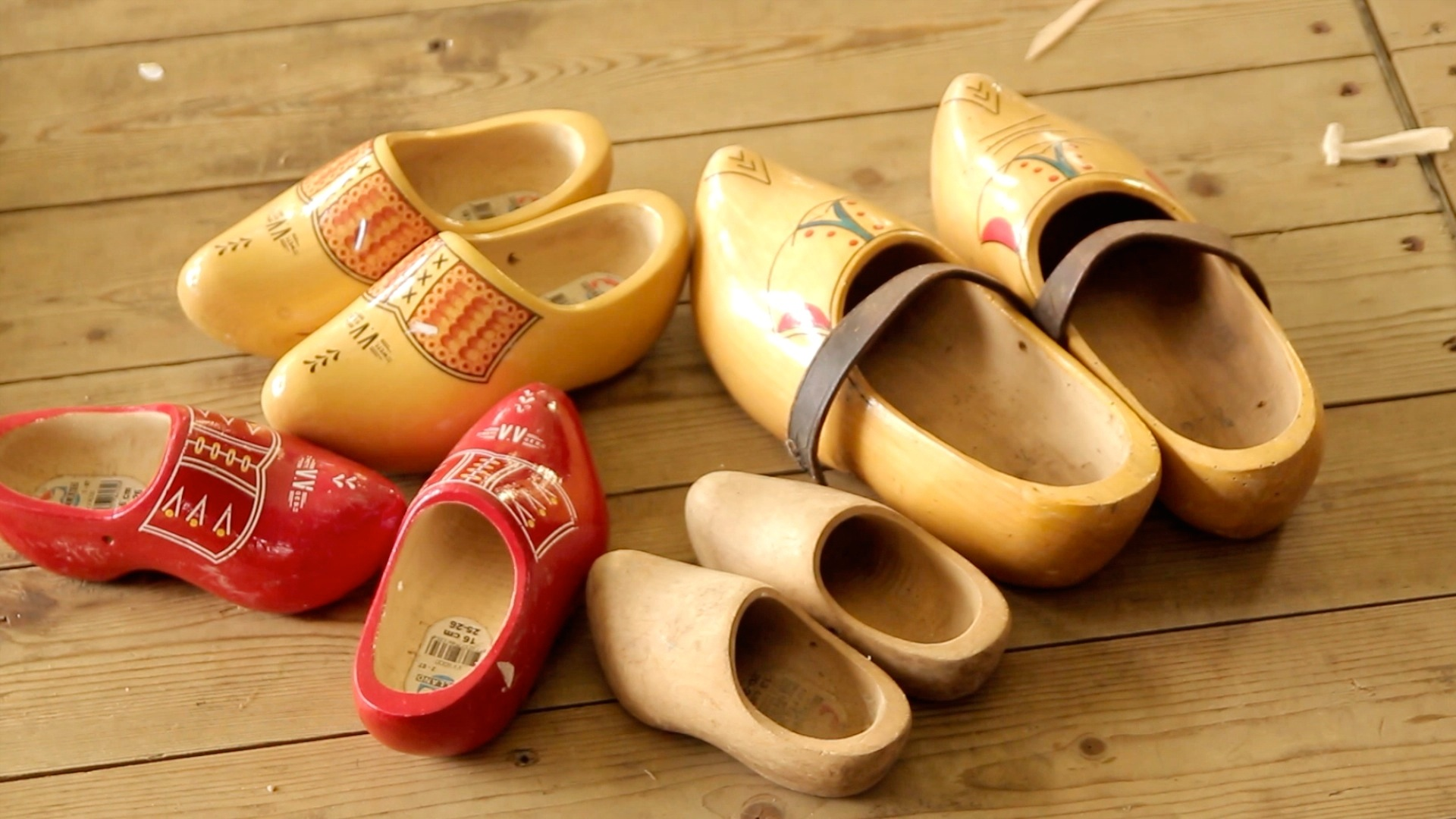
Hoge draagklompen voor elke dag
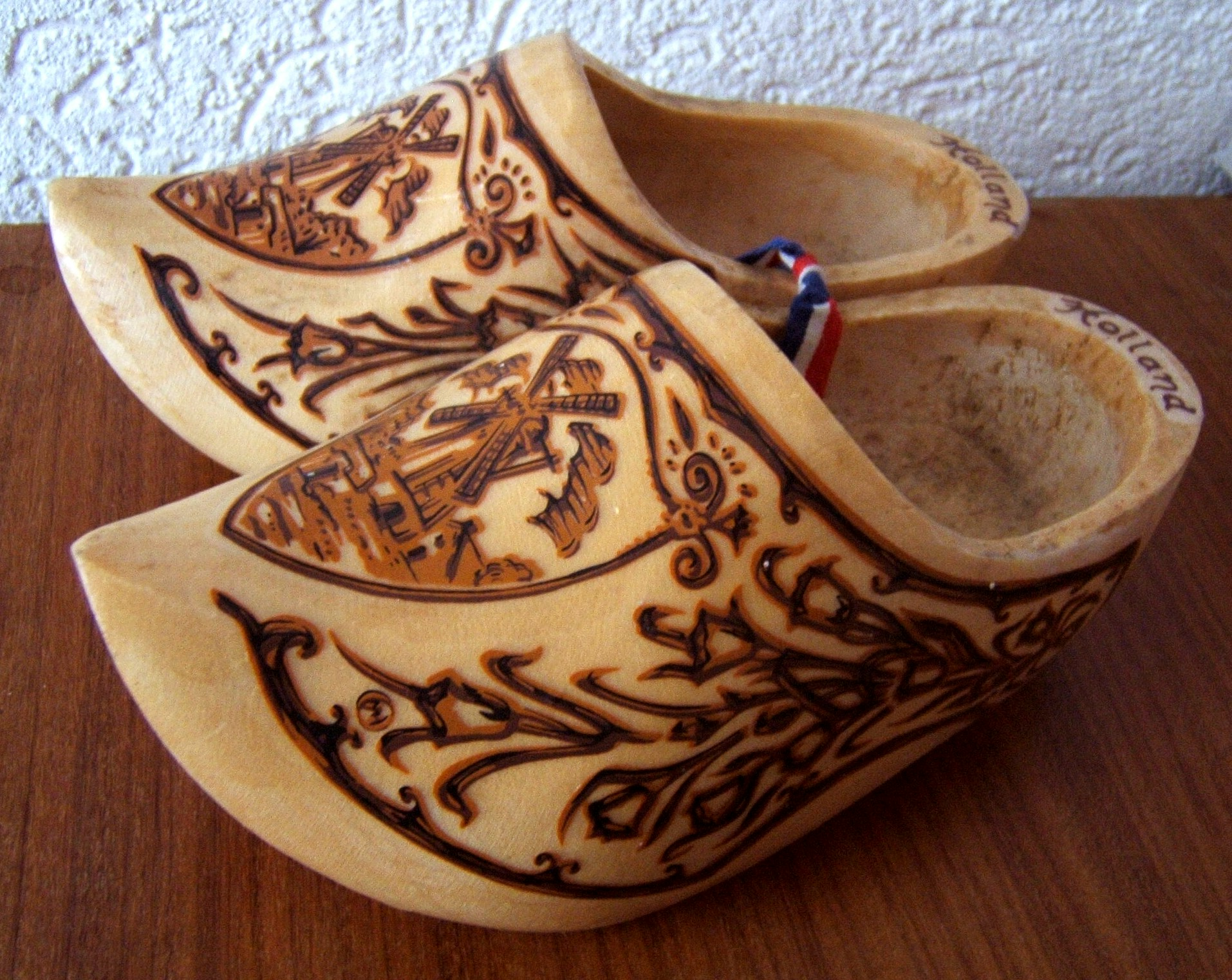
Souvenirklompjes
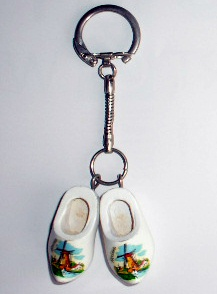
Souvenirklompjes aan een sleutelhanger
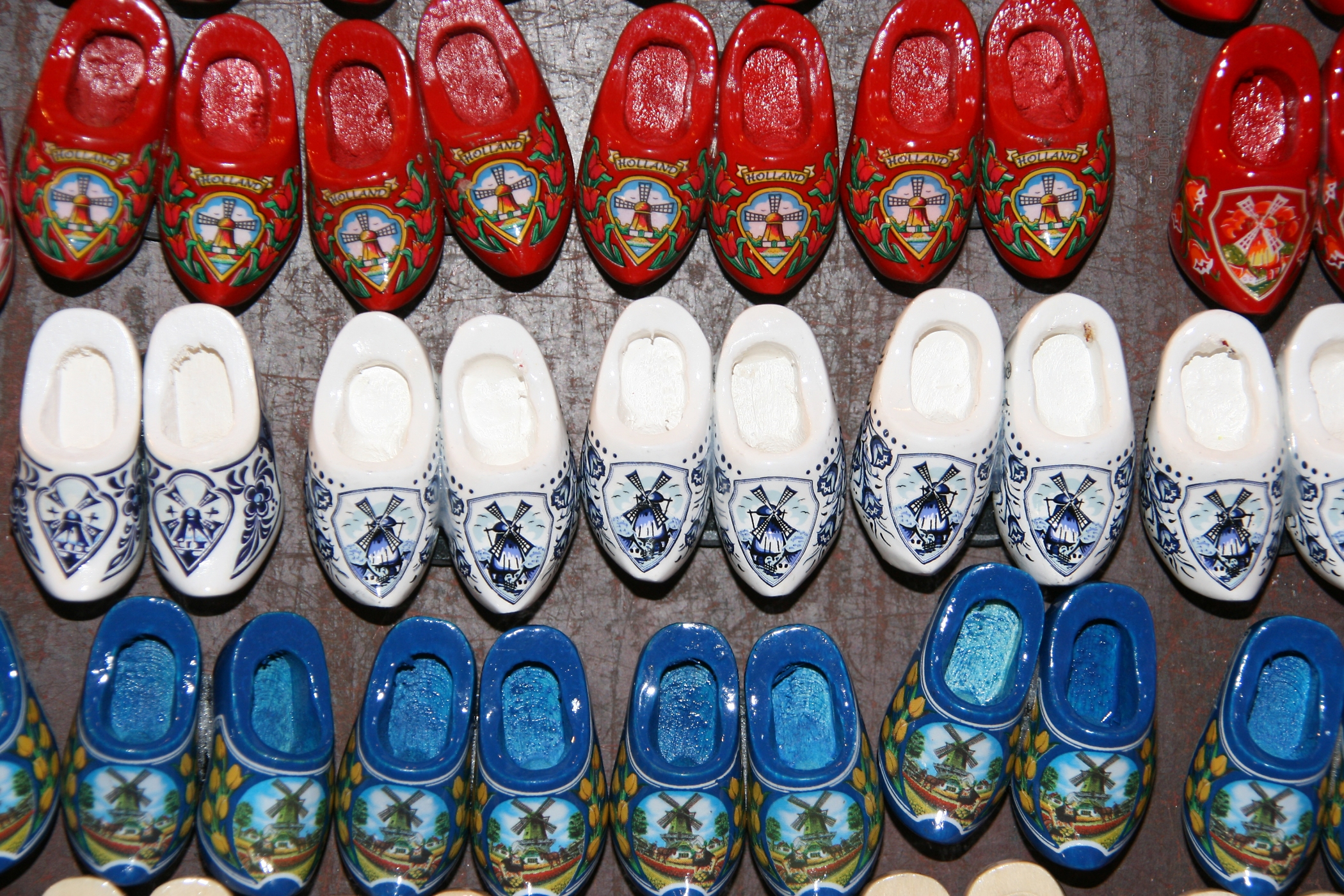
Beschilderde miniatuurklompjes
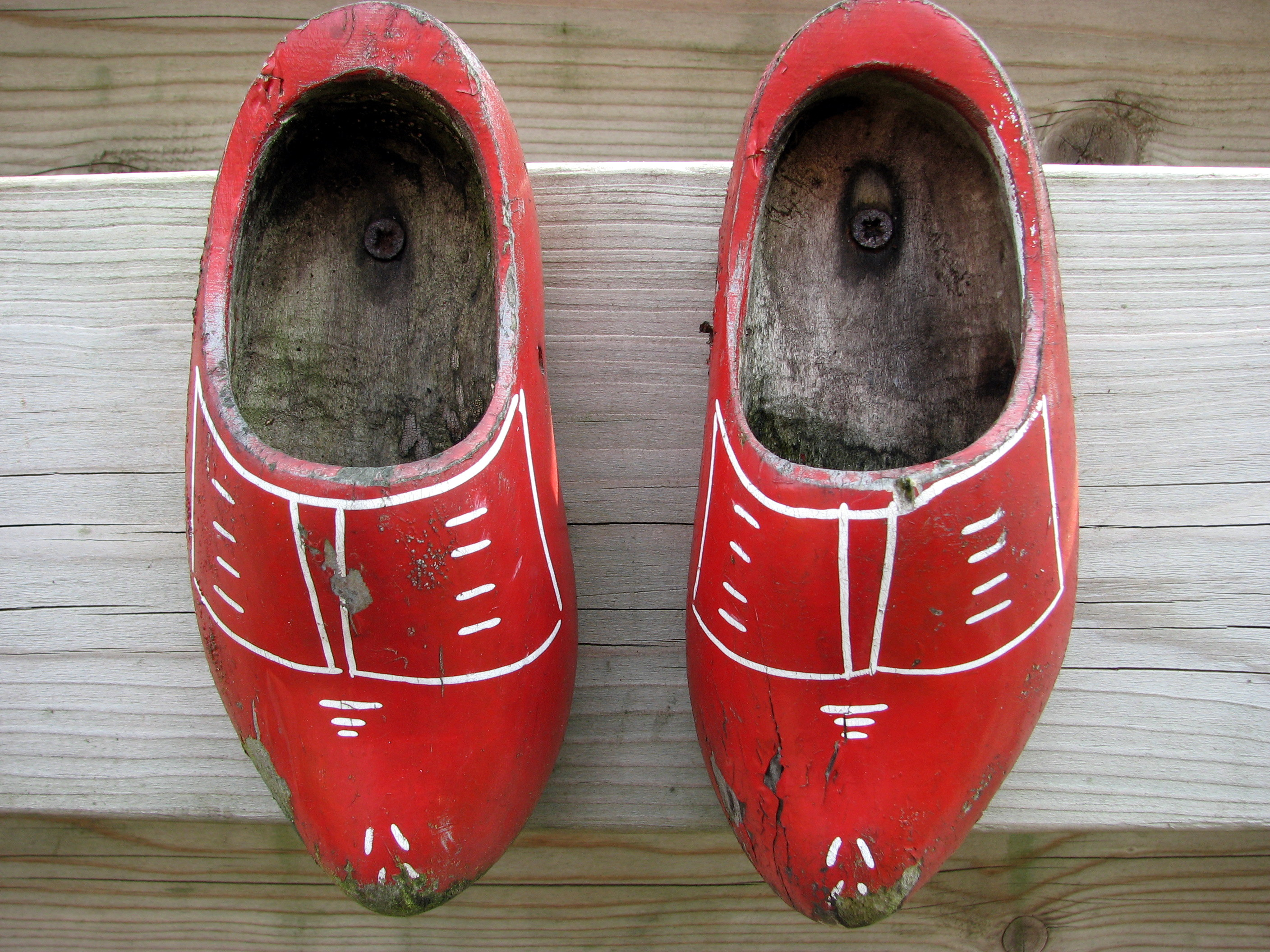
Klompen aan een schutting
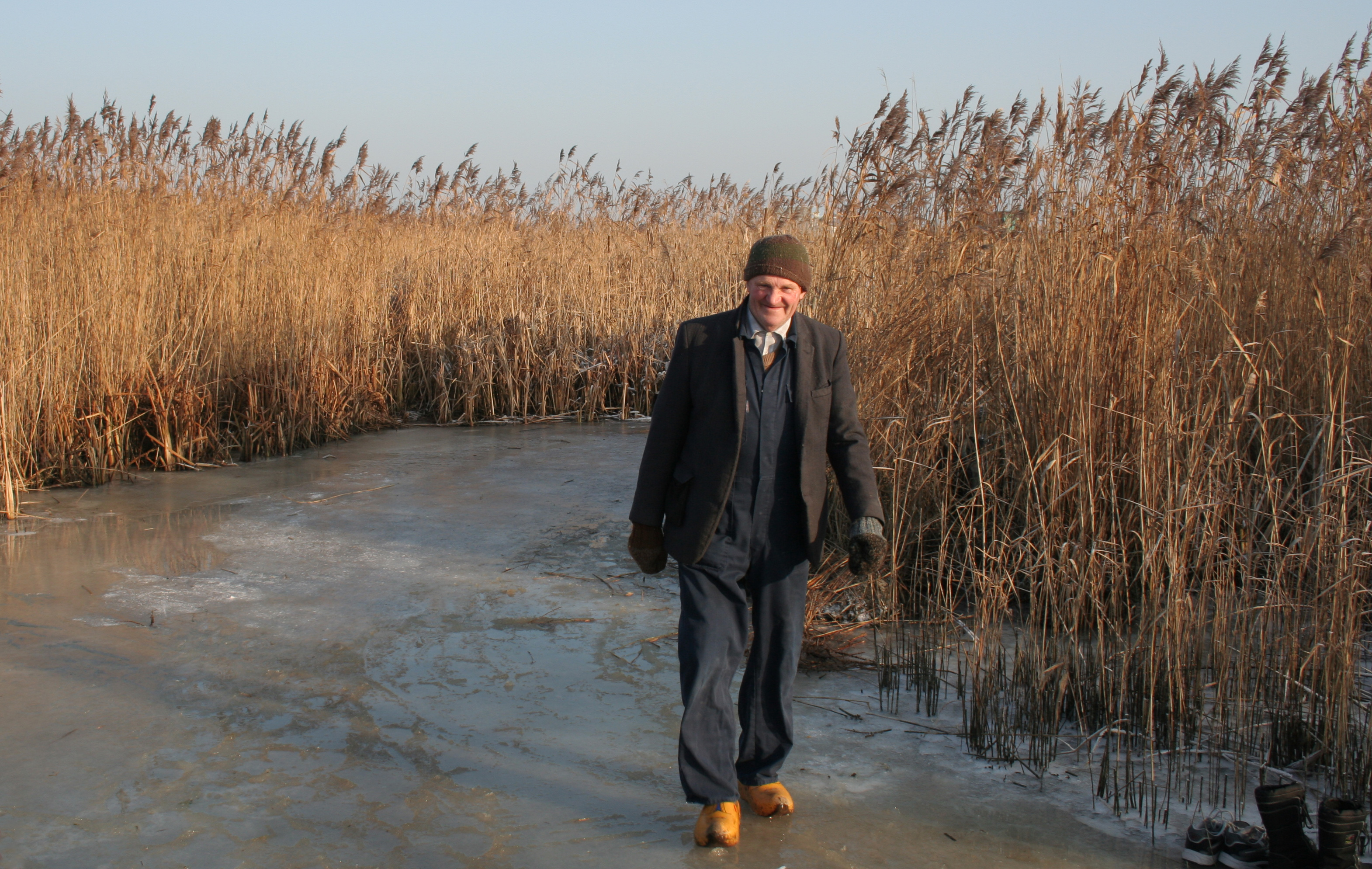
Oude man met klompen op het ijs tussen het riet in Noordeinde
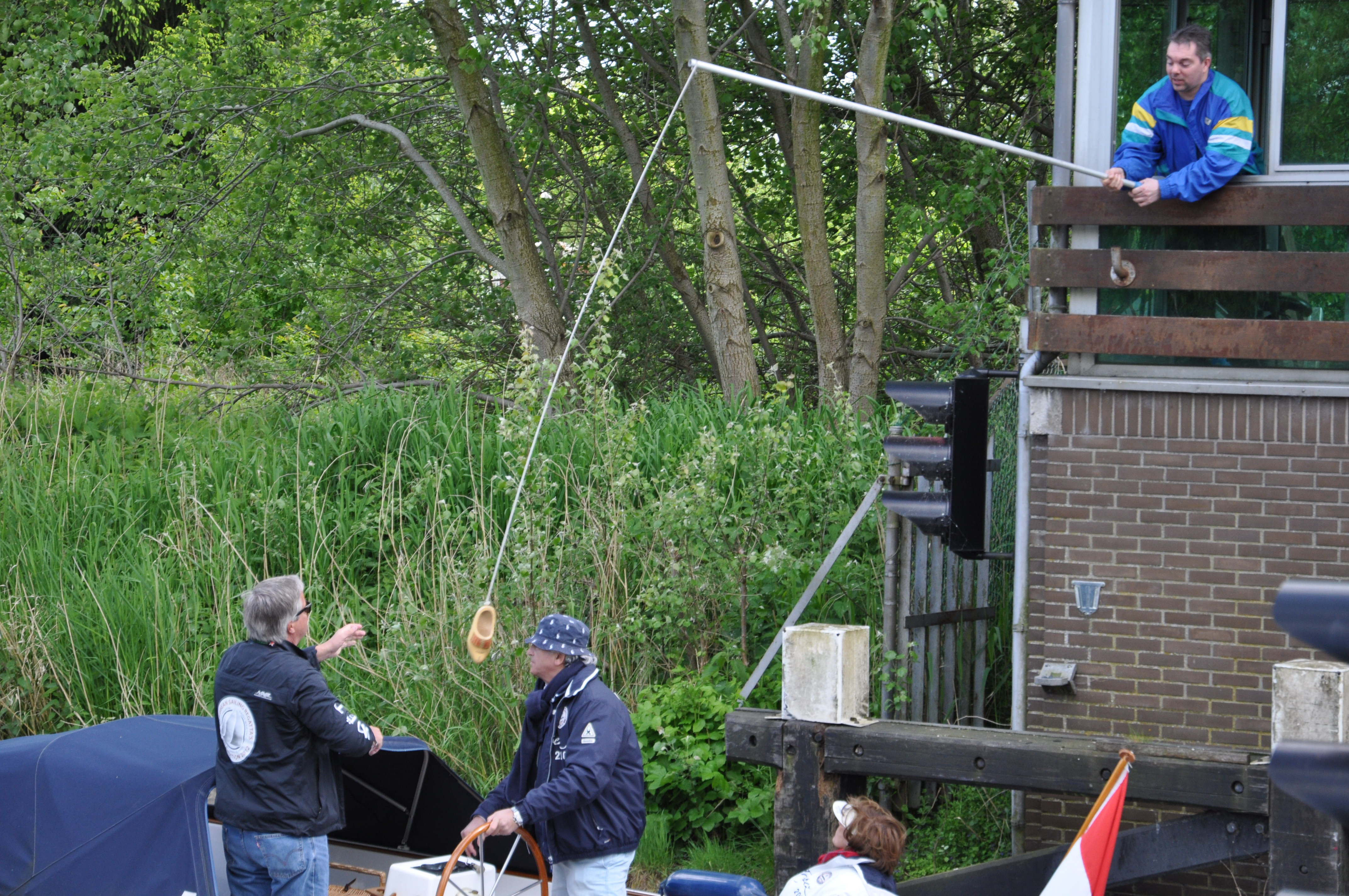
Tolheffing met behulp van een klompje (Hollandse IJssel bij Oudewater)
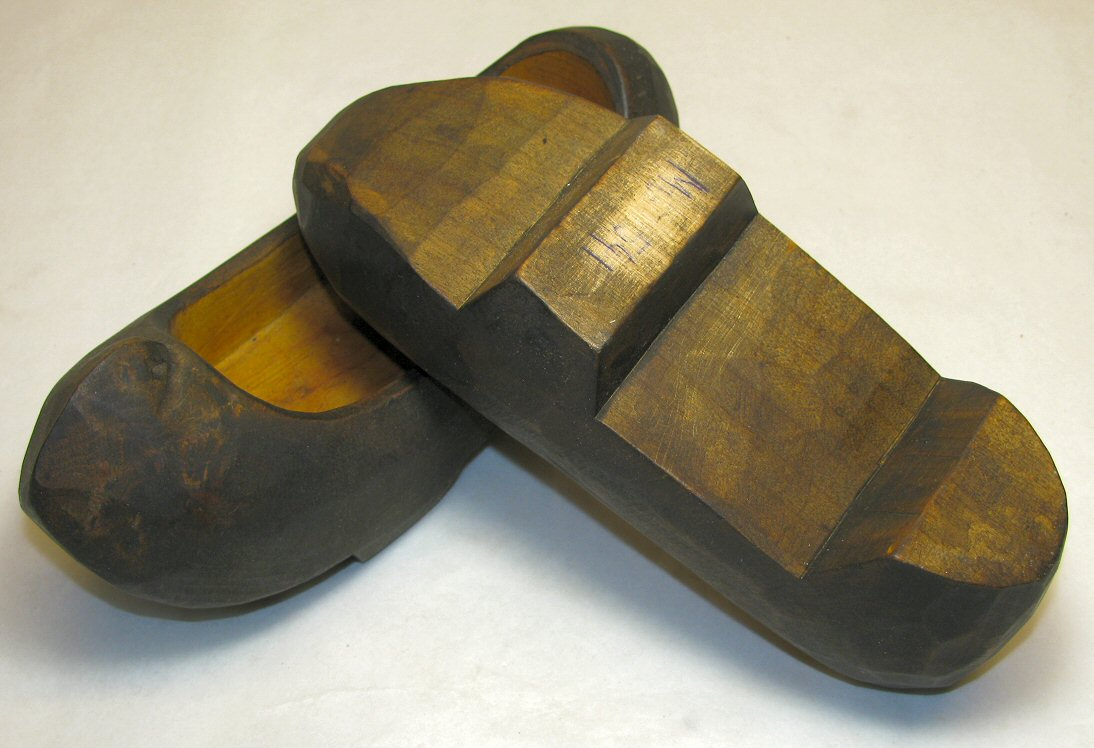
Klompen uit Korea
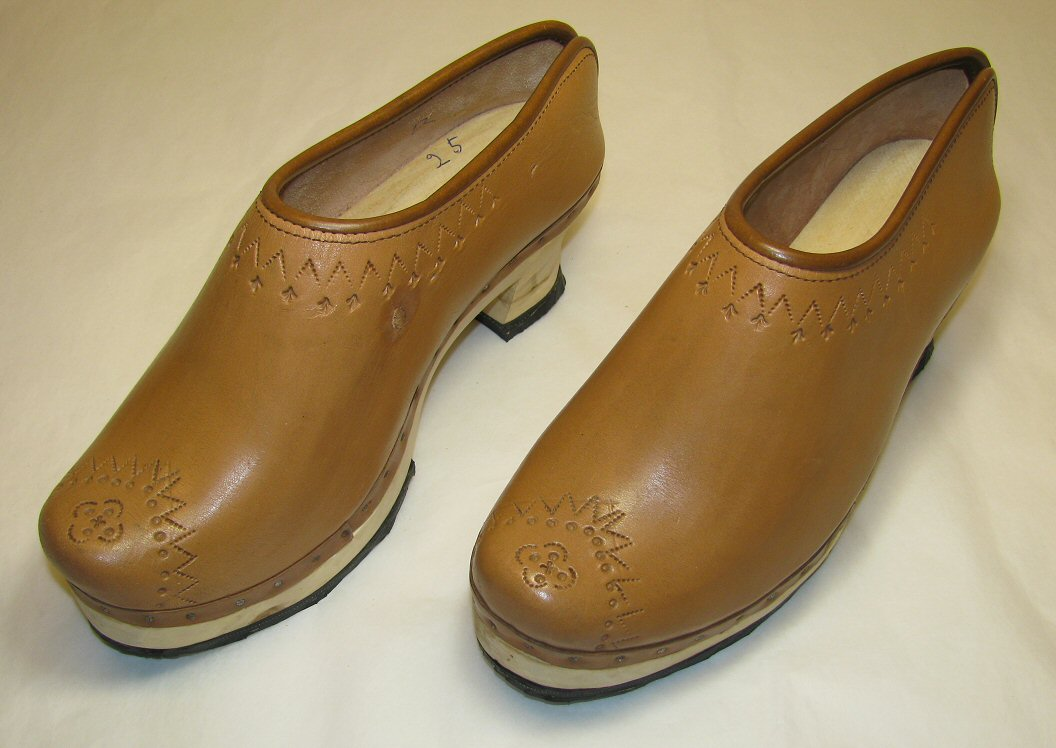
Klompen uit Portugal
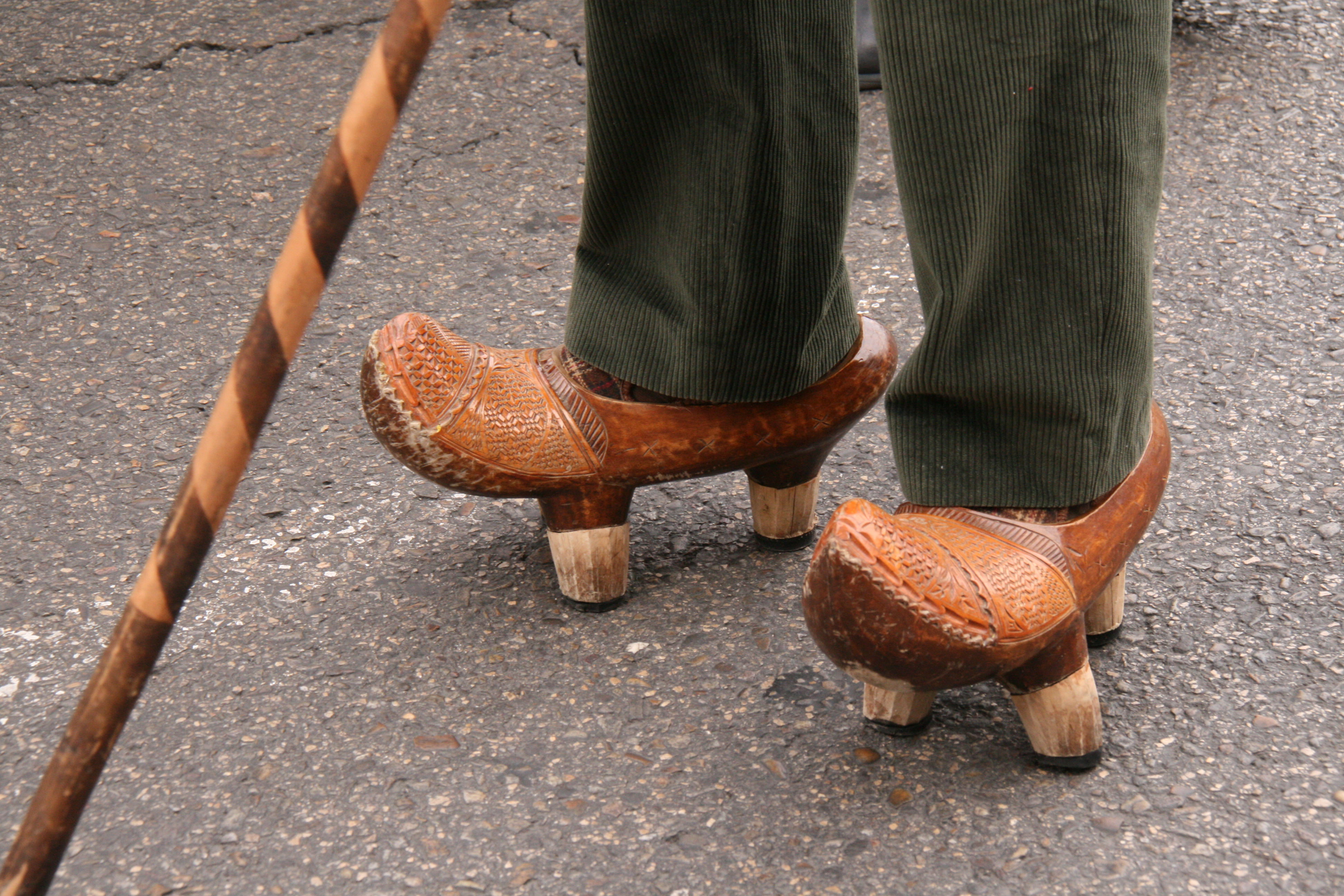
Albarcas uit Cantabrië
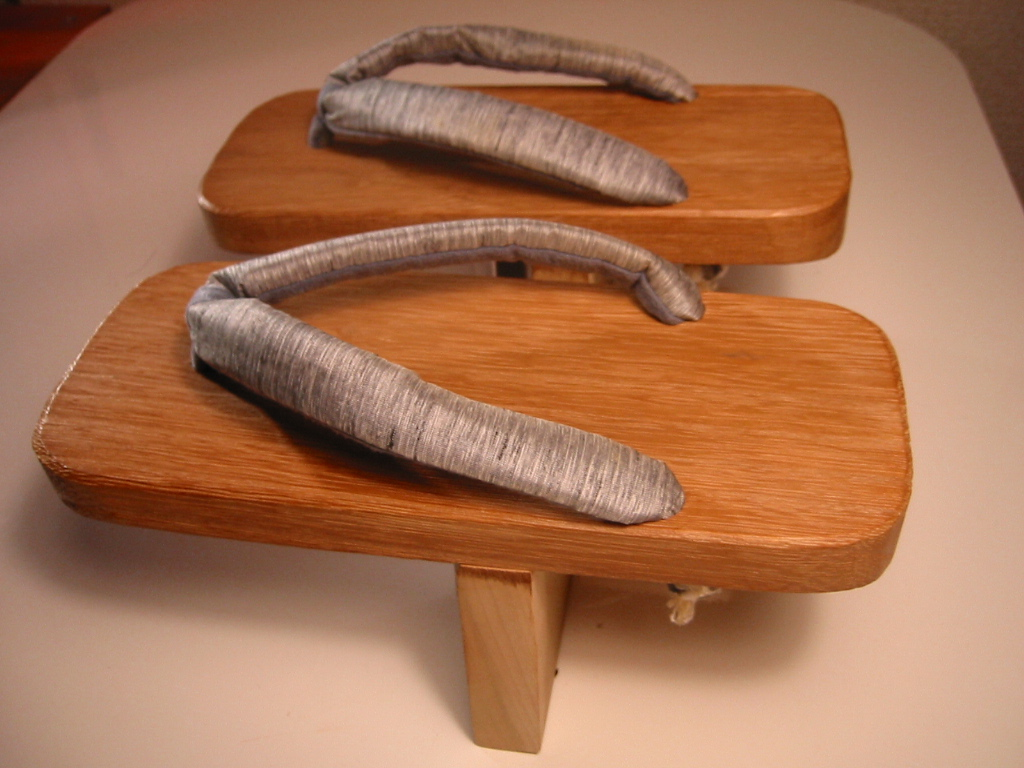
Japanse geta
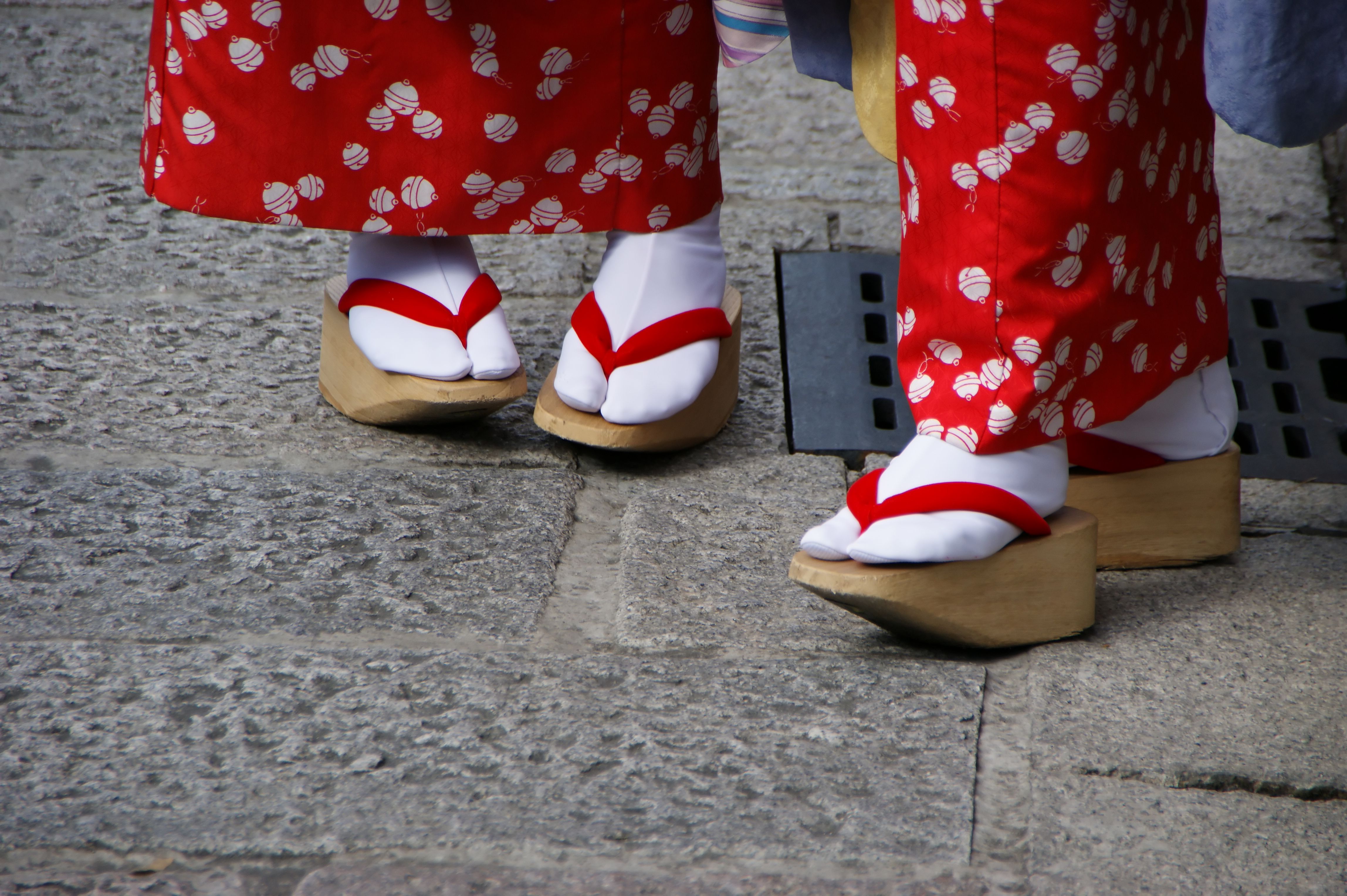
Japanse okobo
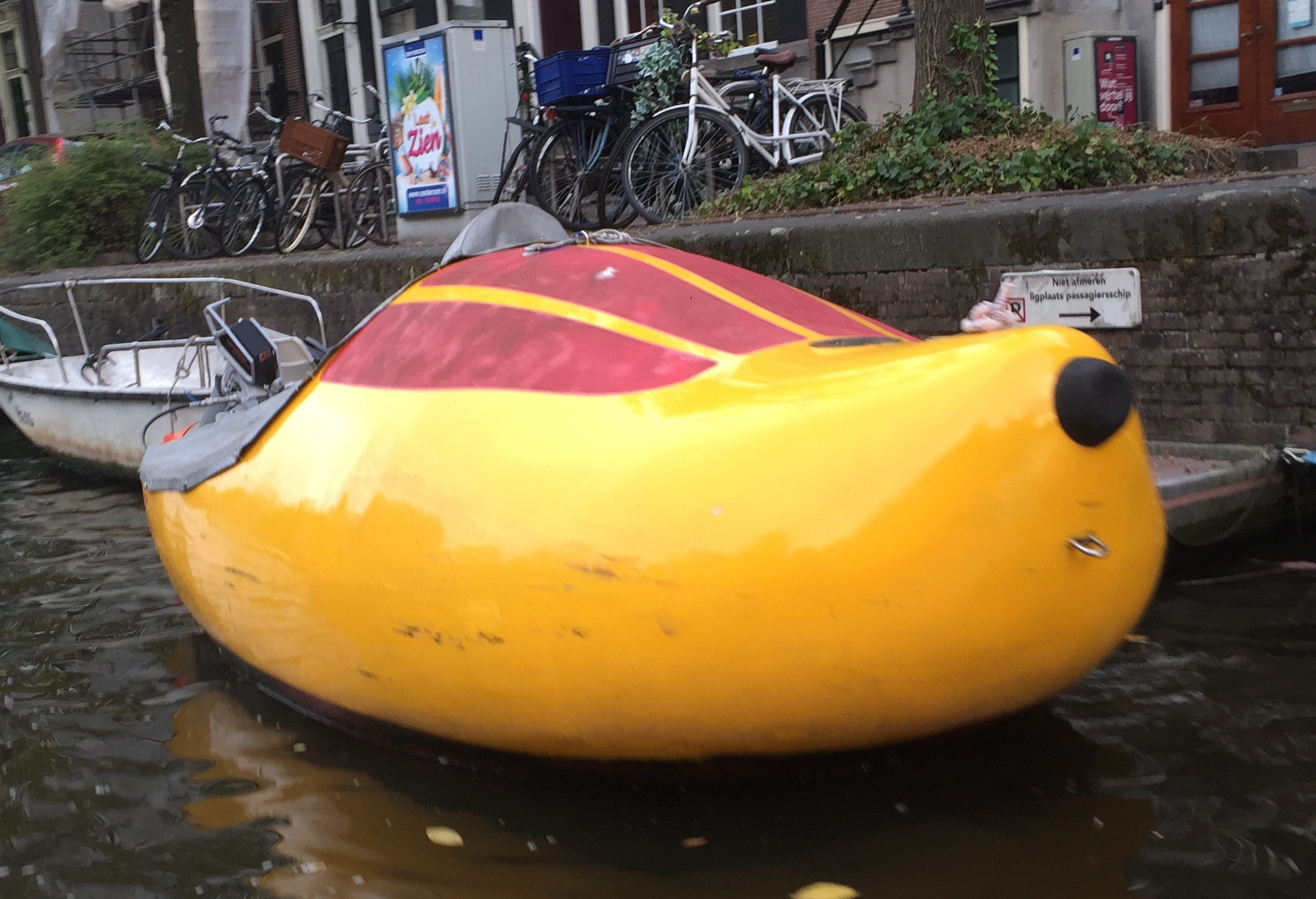
Klompenbootje in Amsterdam